# Vietnámi háború
A vietnámi háború alatt bővebb értelemben a teljes második indokínai háborút (1955 – 1975. április 30.), szűkebb értelemben a közvetlen amerikai katonai beavatkozást (1965–1973) lehet érteni. A háború alapvetően a francia gyarmati hadsereg végső veresége után 1954-ben ideiglenesen kettéosztott Vietnám újraegyesítéséért folyt, amely során ideológiai alapon Kína és a Szovjetunió a kommunista Észak-Vietnámot, míg az USA Dél-Vietnámot támogatta. A két kommunista nagyhatalom a délkelet-ázsiai befolyásért egymással is versengett, az USA pedig a kommunisták térnyerését próbálta megakadályozni a térség frissen függetlenné vált országaiban.
A szárazföldi hadműveletek nagyobbrészt Dél-Vietnámban, továbbá Kambodzsa és Laosz határ menti területein folytak. Kezdetben az amerikai katonai tanácsadók által kiképzett Dél-vietnámi Hadsereg csapatai próbálták felszámolni a délen az esőerdőkben és a kiterjedt föld alatti alagútrendszerekben bujkáló és a vidéki falvakat uraló ellenállók és gerillák csapatait. A délen uralkodó politikai elnyomás és káosz miatt az ellenállók száma az évek során nem csökkent, sőt emelkedett. Az amerikai politika és hadvezetés az 1960-as évek közepén úgy döntött, a tanácsadók és kiképzők mellé harcoló amerikai katonákat is küld a térségbe. A gerillák mellett az északi hadsereg katonái is gyakran harcoltak délen, sőt többször is megkísérelték a déli országrész teljes katonai megszállását, amit csak az amerikai tűzerő révén sikerült visszaverni.
Észak-Vietnám felett ugyanekkor légiháború dúlt. Az amerikai bombázók a teljes észak-vietnámi ipart lerombolták, bár a szovjet és kínai gazdasági és katonai támogatás miatt ez jelentősen nem rengette meg az országot az 1972-es évig.
A háború komoly kihívást jelentett a nyílt fronton zajló harcra kiképzett amerikai katonák számára. Az ellenség ugyanis többnyire gerillaakciókkal támadott, s a dél-vietnámi kommunista ellenállók erős támogatói rétegre leltek a szegény parasztság körében. Így az ellenség képes beolvadni a civilek közé, míg a messziről érkezett amerikaiak nem voltak képesek megkülönböztetni a polgári lakost a vietnámi ellenállóktól. Az észak-vietnámi hadsereg is jobbára gerillatámadásokat alkalmazott, így támogatva déli szövetségeseit. A háborúban alkalmazott amerikai stratégia következésképp nem az volt, hogy ellenséges területet kelljen elfoglalni, vagy hadsereget kelljen nyílt csatában legyőzni, hanem a Dél-Vietnámban harcoló ellenálló gócokat és az őket támogató északi egységeket mind egy szálig el kellett pusztítani. A kommunista ellenállók kihasználták az országuk természeti adottságait (a sűrű őserdőket, hegyeket, sziklabarlangokat, folyókat) és azokat használták természetes fedezékekként. Az amerikai hadsereg minden elképzelhető modern hadieszközt (az atomfegyvereket leszámítva) bevetett Vietnámban, ám az ellenség harciasságát alábecsülték, amelyet a természetes védművek is segítettek. Ráadásul az amerikaiakat a helyi betegségek, s a nagy hőségtől is fokozott lelki és fizikai nyomás is tizedelte, ezért a morál nagyon gyorsan csökkent.
Annak ellenére, hogy az amerikai hadsereg a legkorszerűbb eszközökkel volt felszerelve, volt még egy hátrányuk a vietnámiakkal szemben. Vietnámban lényegét tekintve már 1940 óta szűnni nem akaró harcok folytak előbb a japánok, majd a franciák és azt követően az amerikaiak ellen. A vietnámiaknak sok tapasztalt veteránjuk volt, akik magas szintre fejlesztették tudásukat a gerillahadviselés és a rejtőzködő harcmodor területén a vietnámi dzsungelben. Az amerikai hadsereg a háború első éveiben még kisebb elitegységeket, köztük a híres zöldsapkásokat küldte Vietnámba, hogy képezzék ki a dél-vietnámi hadsereget. John Fitzgerald Kennedy elnöksége idején az 1960-as években az amerikai hadsereg egyre nagyobb számban küldött harcoló alakulatokat Délkelet-Ázsiába, akik nem elitegységekhez tartozó sorköteles újoncok voltak. Az évek múlásával egyre több és több sorkatona járta meg Vietnámot. A koreai háború és még kevésbé a második világháború veteránjai gyakorlatilag nem is vettek részt a vietnámi fronton dúló harcokban. A sok esetben 18 évüket frissen betöltött regruták igen hamar egy számukra teljesen idegen ország földjén találták magukat, s annak kultúrájáról, szokásairól, lakosságáról jóformán semmit sem tudtak. Szolgálati idejük is sokuknak egy évre szólt mindössze, azt követően pedig új katonákkal cserélték le őket, ennélfogva a vietnámi fronton egymást követték a tapasztalatlanabbnál tapasztalatlanabb amerikai újoncok.
A televízió által közvetített arcvonal nélküli gerillaháború kegyetlensége, illetve a hadkötelezettséggel szembeni ellenállás, az amerikai baloldali békemozgalmak megerősödéséhez vezetett. Leginkább Észak-Vietnám is arra törekedett, hogy addig kitartson, míg az elhúzódó háborút az amerikai társadalom megelégeli, amely vagy az amerikai kormányzat belső összeomlásához vezet, avagy a lakosság nyomása rábírja a legfelsőbb vezetést, hogy szüntesse be a háborút.

A háttérben folyamatosan zajlottak a nyílt és titkos tárgyalások a felek között, de évekig nem jutottak megegyezésre. Az USA próbálta a déli országrész függetlenségét elérni, de észak nem volt hajlandó engedni követeléséből, miszerint minden külföldi katona hagyja el az országot, szűnjön meg az ország kettéosztottsága, és tartsanak választásokat, amit a zűrzavaros déli politikai helyzet miatt a kommunisták nagy valószínűséggel meg is nyertek volna. Az amerikai és az észak-vietnámi küldöttség végül a dél-vietnámi küldöttség tudta nélkül 1972-ben megállapodott. Az amerikai vezetés már 1968-ban eldöntötte, hogy kivonul a térségből, de mindezt a lehető legkisebb presztízsveszteséggel szerette volna elérni. A békeszerződés aláírása után az Egyesült Államok 1973-ban ki is vonult az országból.
A támogatás nélkül maradt Dél-Vietnám ereje megtört, az északiak a békeszerződést megszegve 1975-ben lerohanták Dél-Vietnámot, és elfoglalták a déli fővárost, Saigont. A két ország 1976-ban Vietnámi Szocialista Köztársaság néven hivatalosan is egyesült.
A becslések 800 ezer és 3 millió közé teszik a vietnámi áldozatok számát. A háborúban valamivel több mint 58 000 amerikai vesztette életét.
A vietnámi háború emléke hosszú időn át kísértett az amerikai társadalomban. Emléke ugyan az új évszázadtól már erősen megfakult, de még számos veteránja él a háborúnak, sokuk elfeledhetetlen rémálomként emlékezik vissza a történtekre.

## Előzmények
A vietnámi háború alapvetően az (első) indokínai háború folytatásának tekinthető, amelyet Franciaország vívott volt gyarmata, Indokína visszaszerzéséért a Ho Si Minh vezette, Việt Minh nevű függetlenségi mozgalom csapatai ellen. Míg a Việt Minh a kommunista országok támogatását élvezte, addig a franciák a dominóelmélet, illetve a Truman-doktrína alapján az Amerikai Egyesült Államoktól kaptak mind nagyobb pénzügyi és logisztikai segítséget, hogy a kommunizmus további térnyerésének elejét vegyék. A háború utolsó éveiben a költségek túlnyomó részét már az USA viselte. Ennek ellenére a gyarmati hadsereg képtelen volt úrrá lenni a helyzeten, s 1954. május 7-én Điện Biên Phủ alatt döntő vereséget szenvedett. A franciák többször próbálták elérni, hogy az amerikai a pénzügyi és logisztikai segítségen túl nyílt katonai beavatkozás is legyen Indokínában, de az amerikaiak a koreai háborúban való lekötöttsége ezt nem tette lehetővé. Később épp a Koreában történt amerikai kudarcok és felemás eredmények vezettek oda, hogy Amerika katonailag lépett fel Indokína területén is, mert meg akarta őrizni presztízsét és legyőzhetetlenségének látszatát. A dominóelméletre hivatkozva úgy hitték az amerikai vezetők, hogy Indokína után kommunista hatalomátvételre kerülhet sor Thaiföldön, Malajziában, Indonéziában, sőt még Ausztráliában is. Sokan rettegtek attól, hogy kommunisták vehetik át a hatalmat olyan amerikai területeken, mint Hawaii vagy Puerto Rico és Guam, így akkor az államokat is közvetlenül elérné a dominóeffektus.
1954. június 22-én megbukott a francia kormány, és a háborút ellenző Pierre Mendès France került hatalomra. Ígéretet tett a francia nemzetgyűlésnek, hogy 30 napon belül rendezi az indokínai kérdést, ellenkező esetben lemond. Az 1954. július 21-én Franciaország és a Vietnámi Demokratikus Köztársaság (VDK) által aláírt genfi tűzszüneti egyezményben a franciák elismerték Vietnám függetlenségét, és az országot ideiglenesen a 17. szélességi fok mentén déli és északi zónára osztották, köztük egy demilitarizált övezettel. A megállapodás szerint a francia csapatok a 17. szélességi foktól délre, a Việt Minh csapatai pedig attól északra tartózkodhatnak. Északon a Ho Si Minh vezette kommunisták vették kezükbe az ország irányítását, délen a franciák által támogatott Bảo Đại államelnök (korábban császár) kezében volt a hatalom. Szovjetunió és Kína politikai nyomása mellett a vietnámi delegáció elfogadta az ország időleges kettéosztását, hogy presztízsveszteség nélküli visszavonulást engedjenek Franciaországnak. A kommunista szuperhatalmak féltek, hogy egy provokatív békeszerződés felingerli az USA-t és nyugat-európai szövetségeseit. Sem Moszkva, sem Peking nem akart megkockáztatni egy esetleges újabb katonai konfrontációt a nyugati hatalmakkal, nem sokkal a koreai háború után.

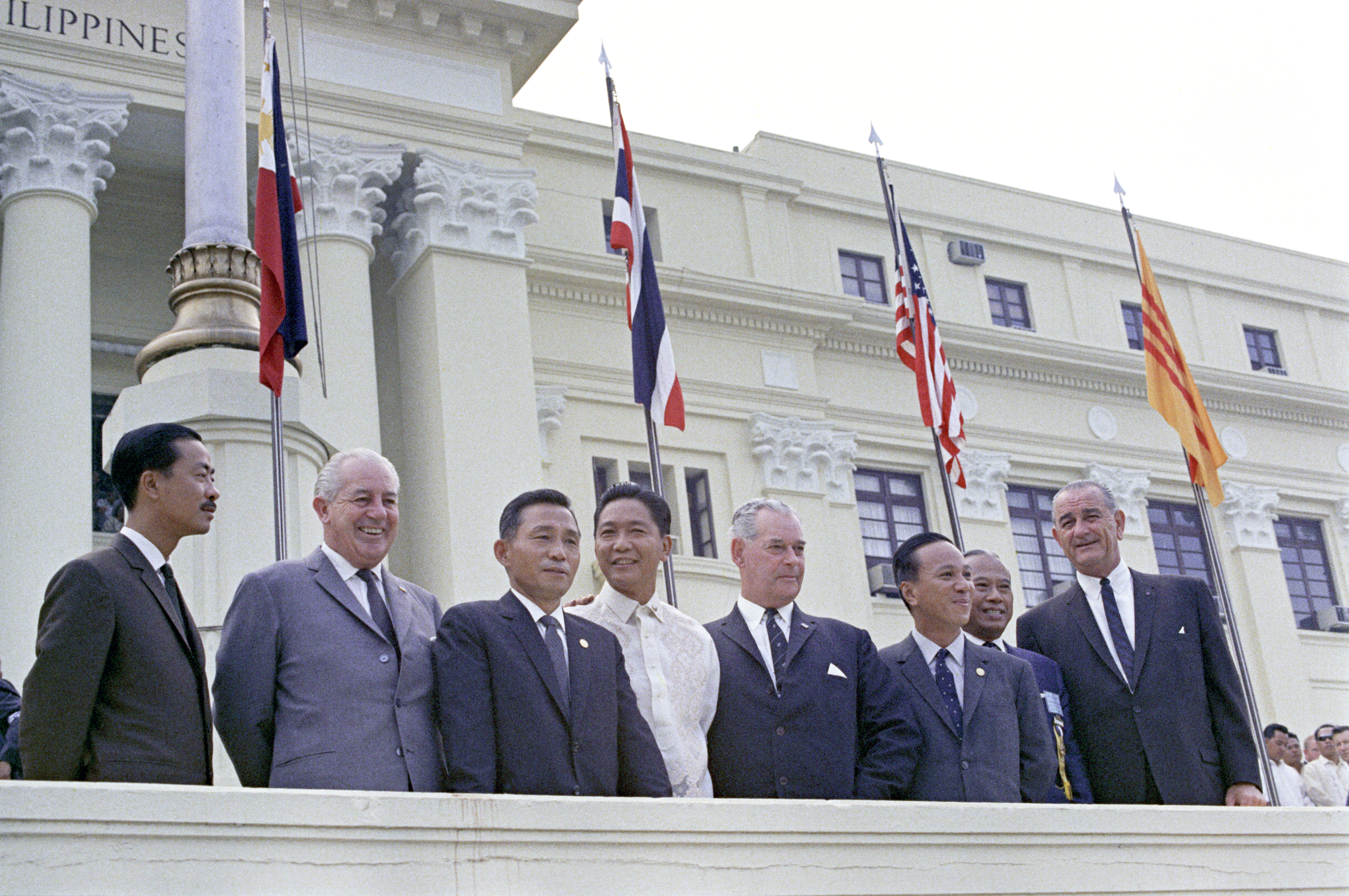
A SEATO vezetői a manilai konferencián, 1966. október 24-én

Genfben a VDK, Franciaország, Nagy-Britannia, Kína és a Szovjetunió egy második megállapodást – úgynevezett végső nyilatkozatot – is aláírt, amely szerint 1956 júliusában népszavazást kell tartani az ország újraegyesítéséről és egy egységes kormány létrehozásáról. Mivel azonban a választásokat nagy eséllyel a kommunisták nyerték volna, a dél-vietnámi kormány – Eisenhower amerikai elnök támogatásával – elutasította ennek megtartását, mondván, hogy a szerződés megkötésében nem vettek részt, s így az számukra nem kötelező hatályú. Úgy tűnt, hogy az ország kettéosztottsága tartós marad, akárcsak a néhány évvel korábban felosztott Koreáé.
Bảo Đại a genfi értekezlet során az addig ismeretlen Ngô Đình Diệmet nevezte ki az ország miniszterelnökének, majd Párizsba költözött. Diệm nem bízott senkiben, a politikailag fontos pozíciókba családtagjait ültette. Az ország kettéosztása után északról menekültek ezrei érkeztek délre, főleg katolikusok és a franciákkal korábban szoros kapcsolatot ápoló vezetők és családjaik.
A békeszerződés aláírásának napjaiban a francia Le Monde napilap nyilvánosságra hozta a francia expedíciós csapatok hivatalos veszteségadatait. 1945 végétől 1954. június elsejéig 92 000 francia katona halt meg vagy tűnt el, 114 000 sebesült meg és 28 000 esett hadifogságba.
Időközben, 1954. szeptember 8-án az Egyesült Államok, Nagy-Britannia, Ausztrália, Pakisztán, Thaiföld, Új-Zéland és a Fülöp-szigetek a manilai szerződéssel megalapították a Délkelet-ázsiai Szerződés Szervezete (SEATO) nevű katonai tömböt. Ezzel kapcsolatban az Egyesült Államok kinyilatkoztatta, hogy egy Dél-Vietnám, Laosz vagy Kambodzsa ellen indított támadás egyben a SEATO tagjai elleni támadást is jelent.
November 20-án a francia miniszterelnök washingtoni látogatása után bejelentették, hogy a franciák kivonulnak Indokínából, s hogy ezentúl helyettük közvetlenül a dél-vietnámi kormánynak folyósítják az amerikai támogatást. Ezzel az Egyesült Államok teljesen magára vállalta a dél-vietnámi fegyveres erők kiképzését.

## A Diệm-korszak (1954–1963)

### Növekvő elégedetlenség Dél-Vietnámban
1955. március 29-én a Nemzeti Felszabadítási Front Saigonban fegyveres felkelést robbantott ki Diệm miniszterelnök uralma ellen. A felkelés hatására a déli tartományokban nagyarányú egyházi tiltakozások kezdődtek a Cao Đài és a Hòa Hảo vallási szekta részvételével. A dél-vietnámi fegyveres erők 1955 októberére fojtották el a felkeléseket. Az Egyesült Államok, hogy a kormányt a felkelő gerillák elleni harcban segítse, katonai tanácsadókat küldött az országba. Észak-Vietnám – amely maga is segítséget kapott a Szovjetuniótól és Kínától – a Nemzeti Felszabadítási Frontot (röviden NFF vagy DNFF, ismertebb nevén Vietkong) támogatta fegyverekkel, hadianyaggal, tanácsadókkal, valamint reguláris csapatok küldésével.
Az erősödő amerikai támogatás bizonyításáért Eisenhower elnök 1955-ben különleges megbízottat küldött Dél-Vietnámba Joseph Lawton Collins tábornok személyében. Collins 100 millió dolláros segélyt ajánlott fel az új dél-vietnámi kormánynak. Collins így emlékezett vissza Vietnámba érkezéséről:
„Nos, amikor megérkeztem Saigonba, teljes káosz volt. Ez nem vitás. Azon a napon, amikor megérkeztem, a dél-vietnámi vezérkari főnök – Hinh – éppen Diệm elnök ellen szónokolt az amerikai segítséggel működő rádióban. (…) Hinh azt mondta nekem, hogy itt fog maradni, és utalt arra, hogy lázadást fog kirobbantani. Biztosítottam, hogy ha ezt megteszi, akkor mindennemű katonai segítségnyújtás megszűnik. Ezzel sikerült nyomást gyakorolnom rá, és körülbelül egy hét múlva sikerült elérnem, hogy elhagyja a várost. Többet nem tért vissza.”

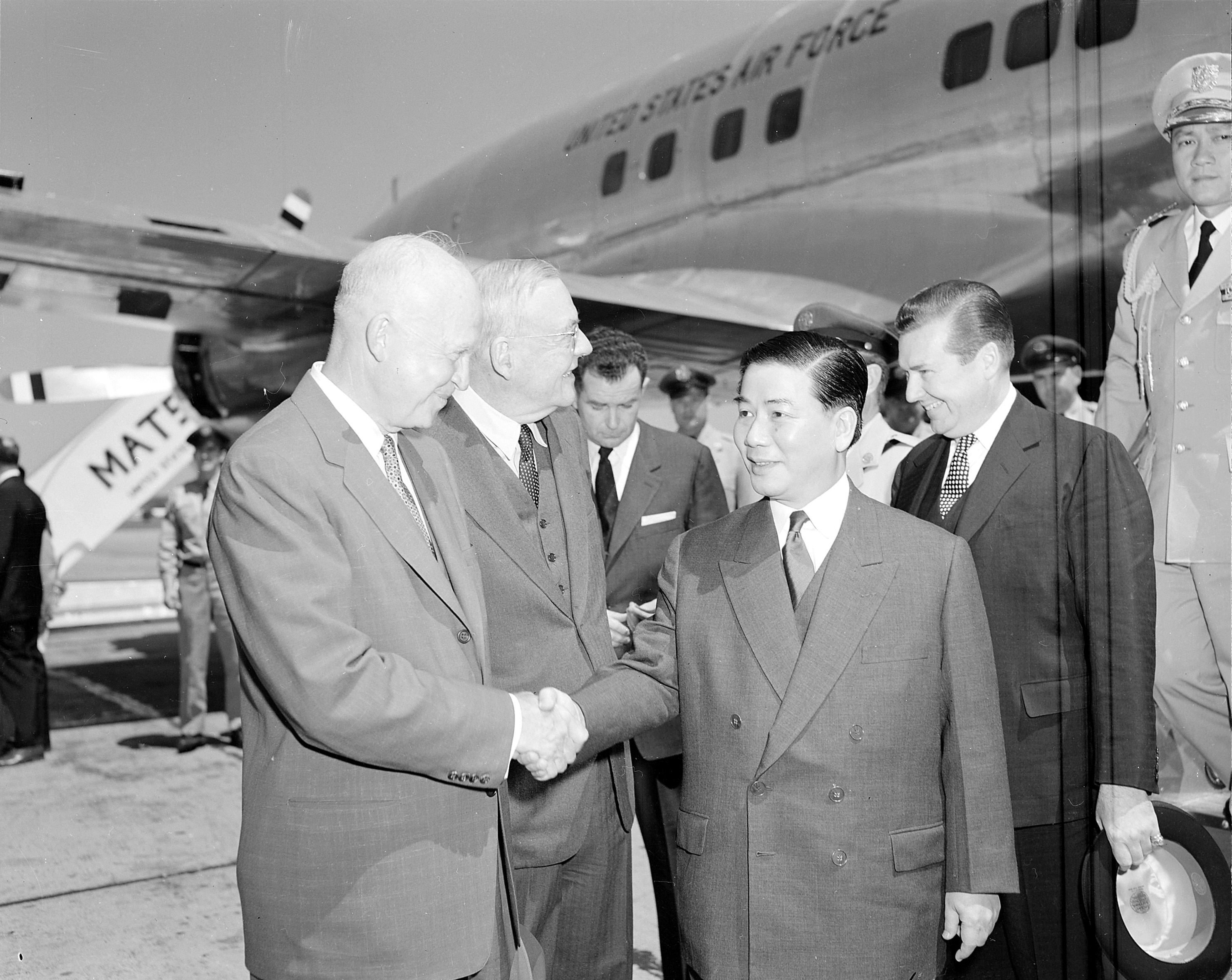
Eisenhower elnök Ngô Đình Diệm elnököt fogadja Washingtonban, 1957. május 8-án

1955. október 23-án Diệm durva hangvételű lejárató kampánnyal és választási csalással legyőzte a Párizsban tartózkodó Bảo Đại elnököt, ezzel véget ért Bảo Đại-féle monarchia korszaka. Három nap múlva Diệm kikiáltotta a Vietnámi Köztársaságot, melynek ő lett az államelnöke. December 12-én az Egyesült Államok bezárta hanoi nagykövetségét, így gyakorlatilag megszakította a diplomáciai kapcsolatot Észak-Vietnámmal.
1956 januárjában a dél-vietnámi hadsereg egységei elfoglalták Tây Ninht, a Cao Đài vallási csoport politikai központját, ami szervezett, fegyveres felkelés kirobbanásához vezetett. A felkelésnek csak a február 28-án létrejött megállapodás vetett véget. A Cao Đài vezetőkkel kötött egyezmény engedélyezte a Cao Đài vallás gyakorlását, de megtiltotta a vallási csoport bármiféle politikai tevékenységét.
1956. április 28-án az amerikai Military Assistance and Advisory Group (Katonai Segítő és Tanácsadó Csoport) átvette a Vietnámi Köztársasági Hadsereg (VKH) kiképzését és felszerelését. Szeptember 19-én a francia légierő az utolsó támaszpontját is átadta a dél-vietnámi légierőnek, így az utolsó francia csapatok is elhagyták Vietnám területét. 1959 végére körülbelül 300 amerikai volt Vietnámban.

### Kennedy és Dél-Vietnám

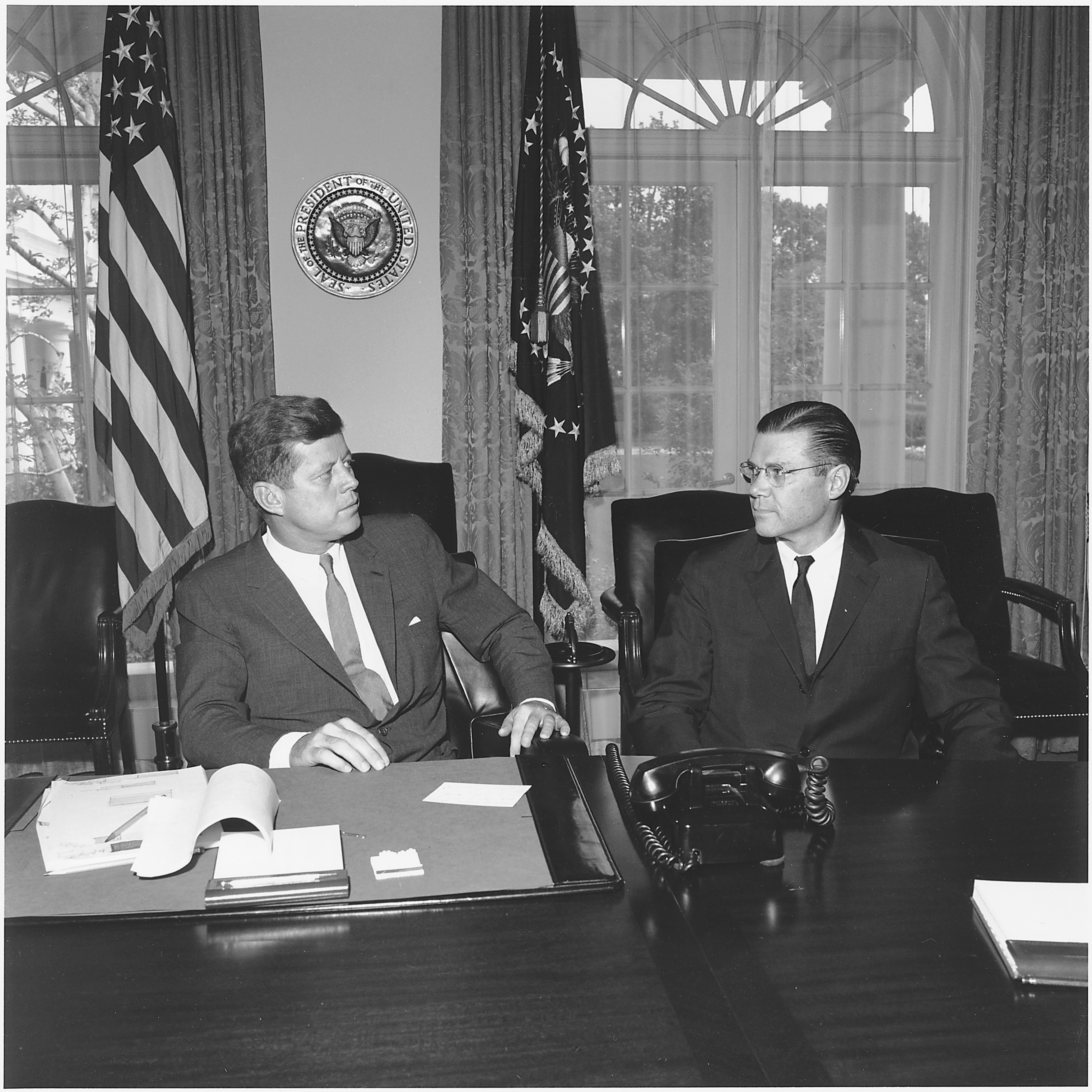
Kennedy és Robert McNamara védelmi miniszter a Fehér Házban (1962. június 19.)

1960. november 8-án John Fitzgerald Kennedy az amerikai elnökválasztáson legyőzte Richard Nixont. A Kennedy-kormány egyidejűleg próbálta Észak-Vietnámot feltartóztatni és a dél-vietnámi politikai rendszert modernizálni. Kennedy délkelet-ázsiai külpolitikáját szintén a Truman-doktrína határozta meg. Kennedy elszántan hitte, hogy ha sikerülne délen egy stabil demokráciát létrehozni, az nagy mértékben csökkentené az északi kommunisták hitelét.
Az amerikaiak a délnek utalt segélyekért cserébe politikai reformok végrehajtását követelték. Hamarosan az Egyesült Államok kormányának tanácsadói meghatározó szerepet töltöttek be a dél-vietnámi végrehajtó hatalom valamennyi szintjén. Valójában azonban Ngô Đình Diệm elnök kevés hajlandóságot mutatott valódi reformok végrehajtására vagy tényleges együttműködésre. Kennedyt kritikusai azzal vádolták, hogy naivak és utópisztikusak azon elképzelései, melyek szerint az amerikai értékeket azonnal exportálni lehet bármely országba, függetlenül annak meglévő kultúrájától vagy történelmétől.
1960. november 11-én a dél-vietnámi hadsereg egyes egységei sikertelen puccsot hajtottak végre Diệm elnök ellen. Másnap a Diệmhez hű csapatok behatoltak Saigonba, és leverték a lázadást. A kétnapos puccskísérlet alatt mintegy 200 ember veszítette életét.
1961 áprilisában csúfosan megbukott a Kennedy által jóváhagyott kubai disznó-öböli akció, így többek között emiatt az elnök sokáig hezitált a Vietnámnak nyújtandó segítség mikéntjéről. Óvakodott a hadsereg vietnámi bevetésétől, de nem akart gyengének sem tűnni belpolitikai ellenfelei előtt. Az év során előbb alelnökét, Lyndon B. Johnsont, majd később két tanácsadóját, Maxwell Taylort és Walt Rostowot küldte Vietnámba. Diệm és Kennedy is visszautasította azt a felvetést, hogy nagy számú amerikai harcoló egységeket küldjenek az országba. Kennedy az újonnan felállított különleges alakulatokat, az ún. Zöldsapkásokat küldte a délkelet-ázsiai országba, hogy ott a kormánycsapatokat és a civil milicistákat (ez utóbbiak voltak az ún. Polgári Irreguláris Védelmi Csoportok) kiképezzék.

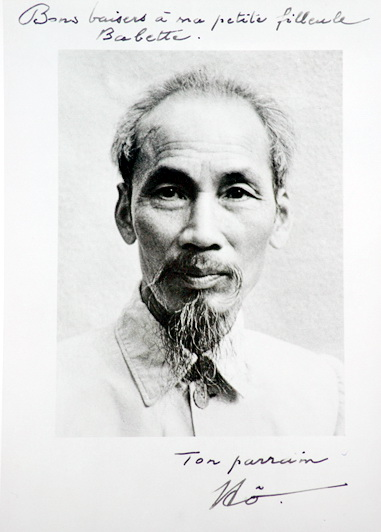
Ho Si Minh (1946)

1962 februárjában az Egyesült Államok vezetése, a 4000 főre duzzadt amerikai létszám miatt, átszervezte dél-vietnámi parancsnokságát. Megszűnt a korábbi irányító szerv, a Military Assistance and Advisory Group, és helyette létrejött a Military Assistance Command, Vietnam (Katonai Segítségnyújtás Parancsnoksága, Vietnám), Paul D. Harkins tábornok vezetésével.
Kennedyt tanácsadói arról tájékoztatták, hogy az ellenállók a sikereket főként a falvakban érik el. Erre válaszul kidolgozták az ún. Stratégiai falu programot, melynek keretében katonai védvonalakkal körülvett falvakat építettek, amelyekbe betelepítették a környékbelieket. Hivatalosan a program célja az volt, hogy megóvják az NFF támadásoktól és befolyástól a vidéki apró falvakban és tanyákon élő földműveseket. A valódi cél viszont az volt, hogy elszigeteljék ezeket az embereket az NFF-től, akik az ellenállók legfőbb támogatói voltak. A program főpróbája 1962. március 22-én volt, amikor megkezdték a betelepítést az első stratégiai faluba. A körülbelül kétszáz érintett családból csak hetvenet sikerült meggyőzni a költözésről, a többi családot végül erőszakkal telepítették ki. Az amerikaiak nem mérték fel annak tényét, hogy ebben az országban igen erős a szülőfaluhoz, vagy régióhoz való kötődés, mivel a családi földbirtokokat is az emberek generációkon át örökítették, következésképp a vietnámiak számára ez egyet jelentett gyökereik teljes eltépésével. Ennek tetejébe a hátrahagyott ingatlanokat és ingóságokat a kitelepítettek szeme láttára gyújtották fel és pusztították el, nehogy azok a gerillák kezére kerüljenek. A kárpótlásra szánt pénzek nagy része a kiterjedt korrupció miatt soha nem jutott el a kitelepített emberekhez. A dél-vietnámi kormány jelentése szerint szeptember végéig mintegy 4,3 millió embert telepítettek át a stratégiai falvakba. Ez a kulturálisan érzéketlen terv tovább fokozta a falusiak ellenérzéseit a saigoni rezsimmel szemben. A program végül 1963 végén (Diệm halála után) csendben megszűnt, az addig kiépített stratégiai falvakat lerombolták.
A dél-vietnámi ellenállók első komolyabb katonai sikere az 1963. január 2-án lezajlott Ap Bac-i csata volt. A Saigontól 65 kilométerre délnyugatra fekvő Ap Bac falu szomszédságában egy körülbelül 350 fős NFF gerilla egység súlyos veszteségeket okozott a VKH jelentős túlerőben lévő csapatainak. Az összecsapás sikerének híre rendkívül pozitív hatással volt az NFF népszerűségére nézve, így addig nem látott mértékben jelentkeztek újoncok a soraikba. A csata kimenetele bebizonyította, hogy a dél-vietnámi hadsereg katonáinak képzettsége, de főleg a harci morálja nem veheti fel a versenyt az ellenállók elszántságával. A dél-vietnami tisztek egyszerűen nem voltak hajlandóak páncélos járműveikkel és katonáikkal támadást indítani, és kizárólag tüzérséggel és bombázással kívánták a helyzetet megoldani. Az egyik, tanácsadóként a helyszínen lévő amerikai tiszt újságírók előtt úgy jellemezte az ütközetet, hogy az "átkozottul szánalmas teljesítmény volt, ahogy mindig lenni szokott". Az amerikai katonai vezetők lesújtó kritikáit dühösen fogadták a dél-vietnámi hadsereg vezetésének köreiben.
Az NFF malmára hajtotta a vizet az az amerikai sajtó által részletesen tárgyalt incidens is, amely során Diệm csapatai 1963. május 8-án erőszakosan léptek fel a békésen tiltakozó buddhista szerzetesekkel szemben Huế városában. Mivel maga Diệm elnök, illetve a végrehajtó hatalom legfelső szintjén ülők java része római katolikus volt egy túlnyomórészt buddhista lakosságú országban, az akciót annak újabb jeleként könyvelték el, hogy az elnök végképp elvesztette kapcsolatát saját népével. Kennedy elnök 1963. szeptember 2-án a CBS televíziónak adott egyik interjúban így nyilatkozott erről:
Kennedy: Kimondhatjuk, hogy ez az Ő háborújuk. Ők azok, akiknek győzniük vagy veszíteniük kell. Segíthetjük Őket, felszereléseket adhatunk nekik, küldhetünk oda embereket, tanácsadókat, de nekik – a vietnámi embereknek – kell megnyerni a kommunisták elleni háborút. Felkészültünk arra, hogy tovább segítsünk. De nem hiszem, hogy a háború megnyerhető, ha az emberek nem támogatják ezen erőfeszítéseket. Véleményem szerint az utóbbi két hónapban a kormány elvesztette a kapcsolatot az emberekkel.
Cronkite: Úgy gondolja, hogy ennek a kormánynak még van ideje, hogy visszanyerje az emberek bizalmát?

Kennedy: Igen. Változtatásokkal… a vezetési elvben… esetleg személyekben is… úgy hiszem lehetséges. Ha ezek a változások nem történnek meg, akkor nincs túl jó esély a győzelemre.
Az Egyesült Államok egyre türelmetlenebbé vált Diệmmel szemben, és végül jelezte az elnök ellen szervezkedő dél-vietnámi tábornokoknak, hogy az USA nem ellenezne egy katonai puccsot, és az összeesküvők a hatalomátvétel után is számíthatnának az Egyesült Államok támogatására, ezen belül is a számukra legfontosabb gazdasági és katonai segélyekre. 1963. november 1-jén Dương Văn Minh tábornok vezetésével be is következett az erőszakos puccs, melynek során Diệmet és Nhut kivégezték. A katonai vezetés feloszlatta a nemzetgyűlést, felfüggesztette az alkotmányt és ideiglenes kormányt állított fel. Az új, politikában tapasztalatlan vezetés nem volt képes a központi hatalom megerősítésére, így az ország tovább destabilizálódott. Puccsok és ellenpuccsok követték egymást, amelyek biztatásként szolgáltak az északiak erőfeszítéseihez. A déli kormány egészen 1975-ös bukásáig soha nem lett többé olyan stabil, mint Diệm idején.
Három héttel Diệm halála után maga Kennedy is merénylet áldozata lett. Utódja, a korábbi alelnök, Lyndon B. Johnson, röviddel eskütétele után, 1963. november 24-én nyilatkozatban fejezte ki szándékát, miszerint folytatja a Dél-Vietnámnak adott katonai és gazdasági segítségnyújtást. 1963 végére körülbelül 16 300 amerikai volt Vietnámban.

## A Johnson-korszak (1964–1967)

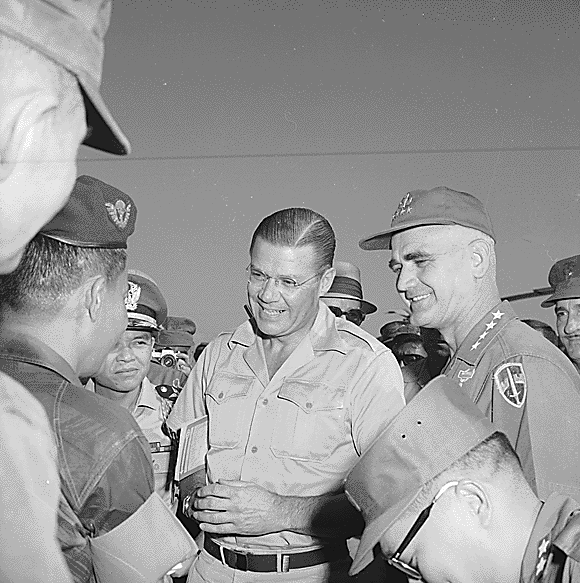
Robert McNamara védelmi miniszter és Westmoreland tábornok Tee tábornokkal beszélget (1965)

1964. április 25-én William C. Westmoreland tábornok vette át az amerikai csapatok vietnámi főparancsnokságának (MACV) vezetését. Március 8-án Robert McNamara védelmi miniszter Dél-Vietnámba látogatott, és kijelentette, hogy „addig maradunk amíg csak szükséges. Bármilyen segítséget megadunk ahhoz, hogy megnyerjük ezt a csatát a kommunista lázadók ellen”. McNamara az 1960-as évek elején optimistán ítélte meg a háború alakulását, és lelkesen támogatta az amerikai erőfeszítéseket. 1966-ra viszont, látva az erősödő kommunista ellenállást és a zavaros dél-vietnámi belpolitikai helyzetet, már a konfliktus tárgyalásos lezárását sürgette. Véleményével a Johnson-kormányban kisebbségben maradt, így háttérbe szorult, végül 1968-ban elhagyta a Pentagont.

### Tonkini incidens
1964. augusztus 7-én a USS Maddox (DD–731) és a USS Turner Joy (DD–951) rombolók elleni vélt támadásra
reagálva az Amerikai Egyesült Államok Kongresszusa elfogadta az úgynevezett Tonkin-öböl határozatot, amely széles jogköröket biztosított Lyndon B. Johnson elnök számára a háború kiterjesztésére. Johnson azonnal elrendelte az észak-vietnámi ipari és katonai létesítmények bombázását.

### Észak-Vietnám bombázása

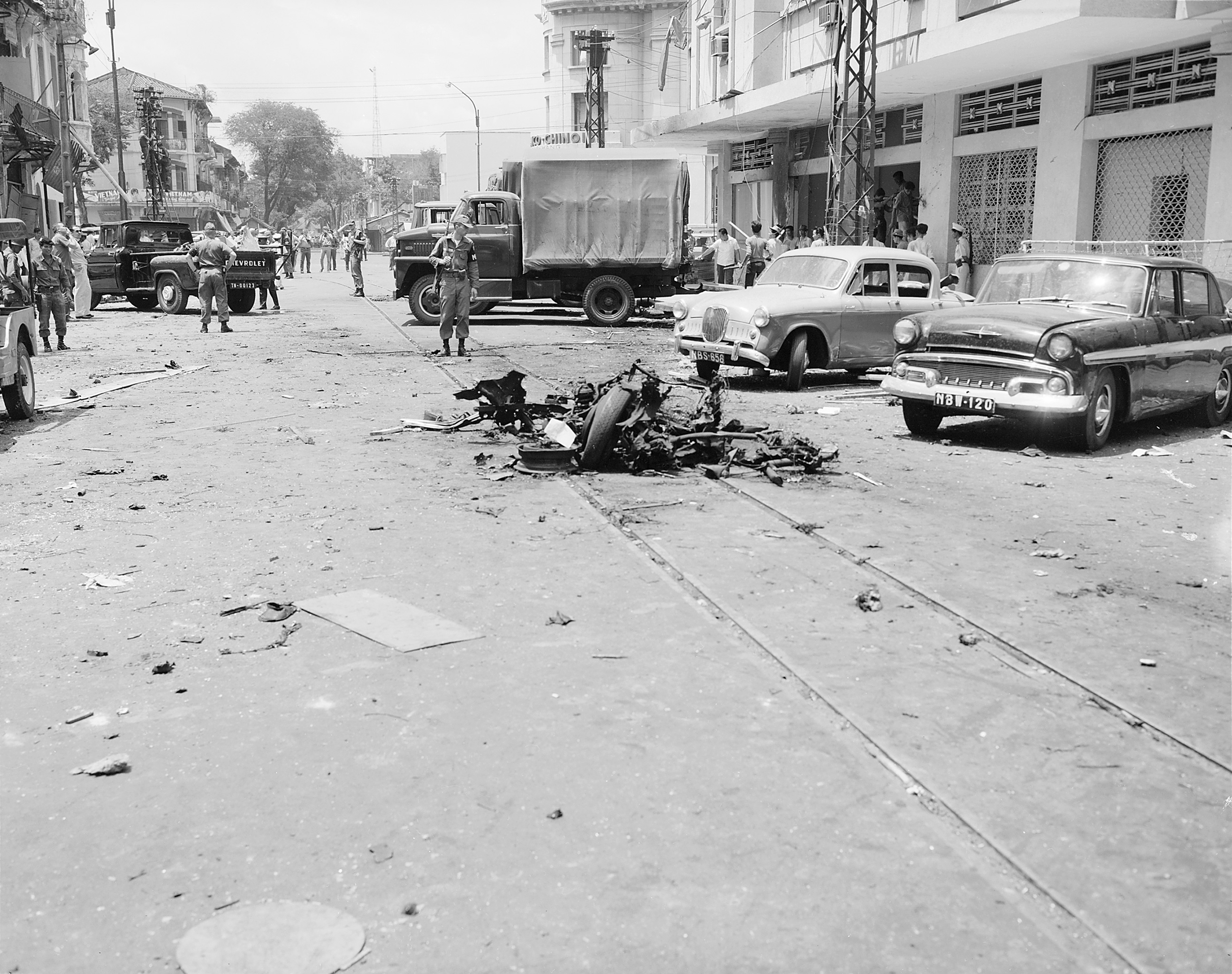
Saigoni utca a gerillák egyik bombatámadása után, 1965-ben

A hatalomért folyamatosan egymással harcoltak a dél-vietnámi katonai vezetők, miközben nem tudták ellenőrzésük alatt tartani a nagyobb városokon kívüli területeket. Egyes tartományokban csak a tartományi székhelyet tudták irányításuk alatt tartani, de vidéken az NFF szabadon mozoghatott. Bár a VKH alkalmanként megpróbálkozott egy-egy katonai akcióval, de azok ritkán vezettek eredményre. 1964. november 1-jén az NFF aknatüzet zúdított a Saigontól keletre található Biên Hòa melletti amerikai légitámaszpontra, ahol négy amerikai is meghalt a támadásban.
A novemberi elnökválasztáson Johnson elnök nagy különbséggel legyőzte republikánus kihívóját, Barry Goldwatert. Goldwater szélsőséges nézőpontot képviselt, és egy 1964. májusi interjúban úgy nyilatkozott, hogy meg kell fontolni kis hatóerejű nukleáris fegyverek bevetését Vietnámban. Goldwater később visszakozott, és kijelentette, hogy az interjúban ő csak katonai vezetők véleményét idézte, és soha nem sürgette nukleáris fegyverek bevetését. A magyarázattal azonban már elkésett, Johnson a kampány során ezt a nyilatkozatot felkapta, Goldwatert felelőtlennek nevezte. Egy választási beszédében így fejtette ki véleményét: „nem létezik olyan, hogy konvencionális nukleáris fegyver”.

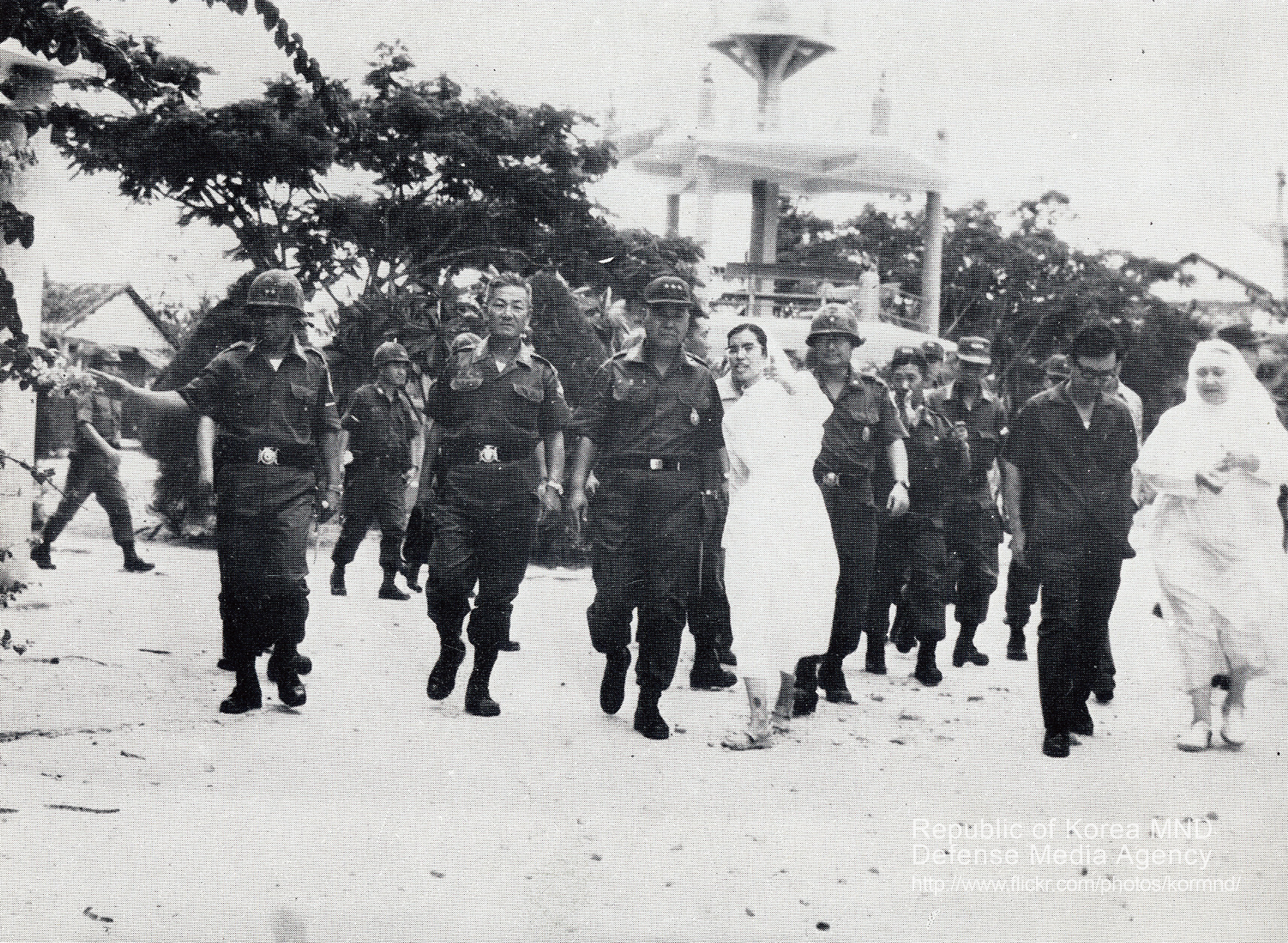
Dél-koreai katonai parancsnokok látogatást tesznek Dél-Vietnámban.

1965 januárjában a dél-koreai kormány 2000 katonai tanácsadót küldött Dél-Vietnámba. Johnson igyekezett szövetséges államok aktív támogatását is megszerezni, ezzel próbálva háborús politikáját a nemzetközi színtéren is elfogadtatni. Dél-Korea a háború során közel 50 000 katonát küldött Vietnámba.
A Fülöp-szigetek több mint kétezer katonával járult hozzá a háborúhoz.
Thaiföld 32 ezer katonát állomásoztatott Dél-Vietnám és Laosz területén is.
Februárban több támadás érte az amerikai támaszpontokat Plei Cunál és Quy Nhơnnál, amelyben számos amerikai katona is meghalt, ezért Johnson elnök elrendelte a Rolling Thunder hadművelet megindítását. A hadművelet keretein belül az amerikai légierő észak-vietnámi stratégiai célpontokat bombázott.
Február 15-én Kína hadba lépéssel fenyegetett, amennyiben az Egyesült Államok lerohanja Észak-Vietnámot. Kína nem egészen fél évvel korábban hajtotta végre az első kísérleti atombomba robbantását.

### Az amerikai részvétel kiszélesedése

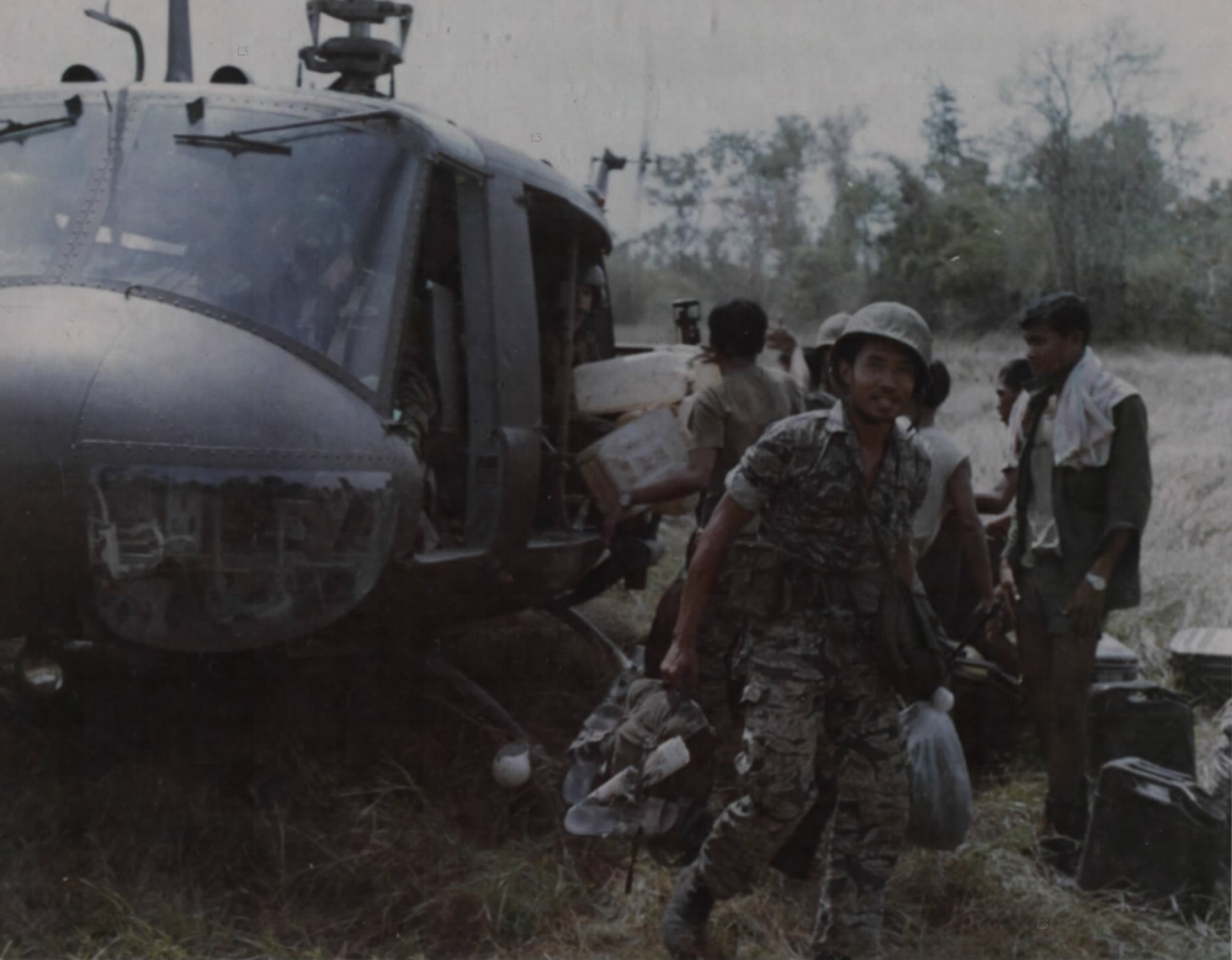
Thaiföldi katonák a vietnámi háborúban. A harcokban 351 thai katona esett el, 1358-an sebesültek meg.

1965. február 22-én Westmoreland tábornok két zászlóaljnyi tengerészgyalogost kért, hogy megvédhesse a Đà Nẵng-i amerikai légitámaszpontot. Johnson elnök jóváhagyta a kérést, Maxwell D. Taylor dél-vietnámi amerikai nagykövet ellenjavaslata ellenére. Taylor attól tartott, hogy ugyanabba a hibába esnek, mint a franciák. Egyre több és több katonát küldenek egy idegen ország földjére, ahol nem is igen lehet megkülönböztetni a barátot az ellenségtől. Néhány hónap múlva le is mondott tisztségéről (az új nagykövet ifj. Henry Cabot Lodge lett). Március 8-án a már Dél-Vietnámban addigra állomásozó 25 000 katonai szakértő, pilóta és kiképzőtiszt mellé partra szállt 3500 amerikai tengerészgyalogos is. Ezt követően az amerikai erők létszáma folyamatosan emelkedett.
Westmoreland tábornok március 26-ai beszámolójában hangsúlyozta, hogy amerikai harcoló erők bevetésére van szükség a dél-vietnámi helyzet megszilárdításához, amíg ki nem építenek egy masszív dél-vietnámi haderőt, vagy amíg a Rolling Thunder hadművelet a támadások beszüntetésére nem kényszeríti Észak-Vietnámot. Az amerikai egységek hamarosan el is kezdték a járőrözéseket, és kisebb összecsapásokban vettek részt.
Március 30-án autóba rejtett nagyerejű pokolgépet robbantottak a saigoni amerikai nagykövetség épülete előtt. A robbanásban 19 vietnami, két amerikai és egy Fülöp-szigeteki ember vesztette életét, illetve további 183 ember megsebesült. A támadás után döntöttek a nagykövetség áthelyezéséről egy új és védettebb épületbe. Az új épületet két év alatt építették fel, amely 1967 szeptember végén nyitotta meg kapuit.

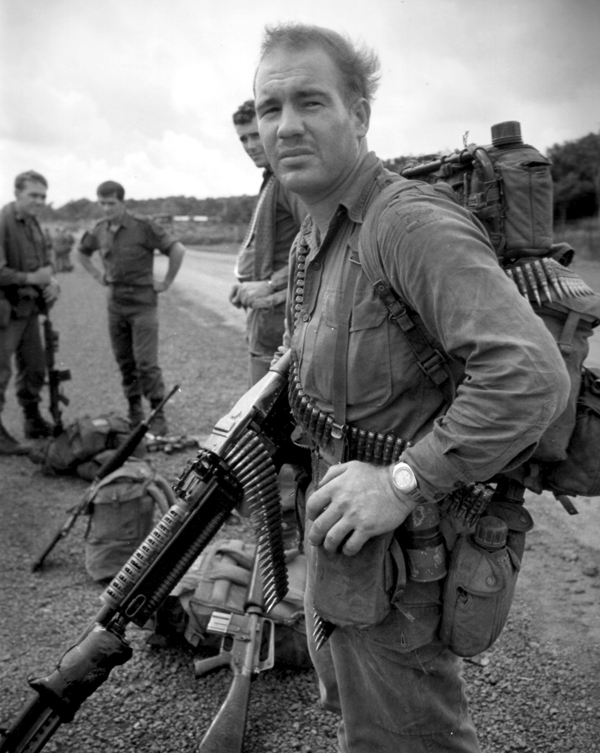
Körülbelül ausztrál katona teljesített szolgálatot Vietnámban

Májusban érkeztek meg az első ausztrál egységek. A háború során körülbelül 60 000 ausztrál katona teljesített szolgálatot.
Június 14-én, az évekig tartó hatalmi harcok után végül Nguyễn Văn Thiệu lett Dél-Vietnám elnöke, aki 1975-ig – egészen Saigon elestéig – hatalmon is maradt.
Július 28-án Johnson elnök egy, a televízióban is közvetített sajtókonferencián bejelentette, hogy a Dél-Vietnámban állomásozó amerikai erők létszámát rövid időn belül 75 000-ről 125 000-re növelik, és hogy megkettőzik a hadkötelesek behívását. Havonta összesen 35 000 sorköteles vonult be. A Pentagon arról tájékoztatta az elnököt, hogy ha egy éven belül a tervek szerint ki akarják űzni az észak-vietnámi erőket az országból, akkor a Vietnámban harcoló amerikai csapatok létszámát a jelenlegi 120 000-ről rövid időn belül 400 000-re kell növelni. McNamara védelmi miniszter egy magánbeszélgetésen figyelmeztette Johnson elnököt, hogy akár havi 1000 fő is lehet az amerikai áldozatok száma. 1965 végére körülbelül 185 000 amerikai volt Vietnámban.
1966 elején a Johnson-kormány eltörölte a hadköteles korú felsőoktatási hallgatók automatikus szolgálathalasztási jogát. Mivel így még több diákot érintett közvetlenül a háború, egyre jobban megerősödtek a háborúellenes diákmozgalmak.
Január és február során több nagyszabású szárazföldi hadműveletet indítottak az amerikaiak, de nagyobb fegyveres összecsapásra ritkán került sor. Hadianyagot és ellenséges állásokat is csak elvétve találtak.

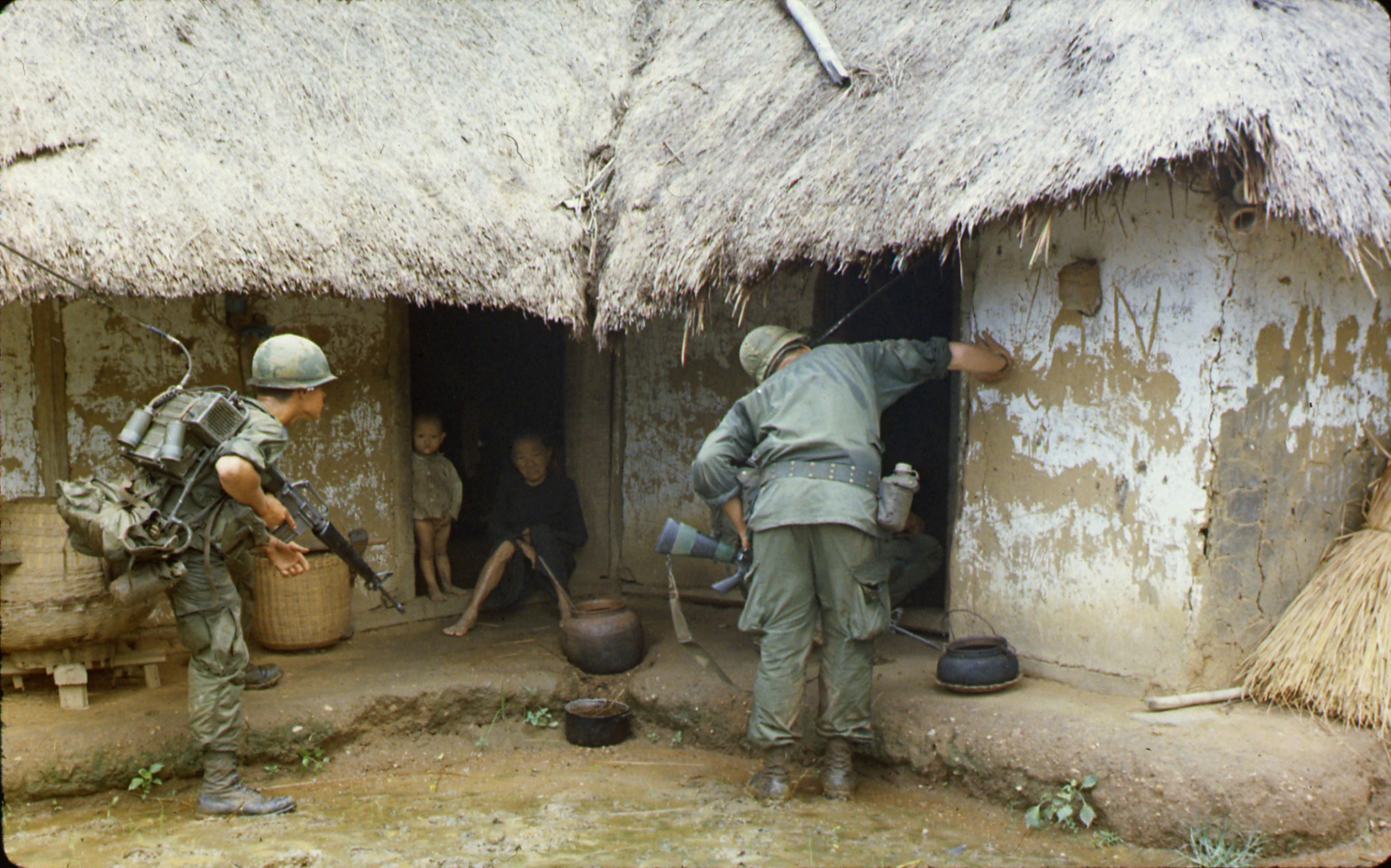
Járőröző amerikai katonák egy házat ellenőriznek, 1966

Az Egyesült Államok szenátusában egyre több volt az aggódó hang. Szenátorok egy kis csoportja, J. William Fulbright vezetésével, nyilvános vitát kezdeményezett Vietnámmal kapcsolatban. A Szenátus Külügyi Bizottsága összesen öt, televízióban is közvetített meghallgatást tartott, amikor is a Johnson-kormányzat újabb 415 millió dollárnyi kiegészítő gazdasági támogatás jóváhagyását kérte Dél-Vietnám számára. A meghallgatások azt eredményezték, hogy Johnson elnök számára szinte lehetetlenné vált a vietnámi háborúban történő még nagyobb amerikai részvétel elfogadtatása, mivel a háborúellenes hozzáállás egyre nagyobb szerepet kapott a nagypolitika színterén is. Az első meghallgatásra február 4-én került sor.
Márciusban több hónapig elhúzódó zavargások törtek ki Saigonban, Huếben és Đà Nẵngban, miután a hatalmi harcok újabb személycseréket eredményeztek a dél-vietnámi kormányban. A zavargásokban a frakciókra szakadt VKH egységek is részt vettek, emiatt áprilisban a tengerészgyalogosoknak Đà Nẵngból ki kellett menekíteniük az amerikai civileket.
Tovább folytatódtak az amerikai hadműveletek, amelyek során kisebb-nagyobb összecsapásokra került sor. 1966 végére 425 300 amerikai volt Vietnámban.
1967. március 2-án Robert F. Kennedy demokrata szenátor, korábbi főállamügyész, a konfliktus békés rendezésére vonatkozó tervet nyújtott be. Abban arra tett javaslatot, hogy azonnal szüntessék meg Észak-Vietnám bombázását, ezzel egy időben az amerikai és az észak-vietnámi csapatok vonuljanak ki Dél-Vietnám területéről, helyüket pedig egy nemzetközi békefenntartó erő vegye át. Dean Rusk külügyminiszter elvetette az ötletet, mert úgy vélte, Észak-Vietnám soha nem vonná ki a csapatait délről.
Az év tavaszán rendkívül heves harcok zajlottak a demilitarizált övezet környékén. Ennek során 1967. május 3–11. között lezajlott az amerikaiak legvéresebb összecsapása, a 881. számú magaslatért folyó ütközet. A 881. számú magaslat egy, a Khe Sanh-i amerikai támogatóbázis melletti stratégiai fontosságú domb volt. A harcok során a tengerészgyalogosok 155, míg az észak-vietnámiak 940 katonát veszítettek. Az év második felében már nem csak a demilitarizált övezet mentén zajlottak heves harcok, hanem az ország középső részének határmenti vidékein is dúltak az összecsapások.

### A tiltakozások felerősödése

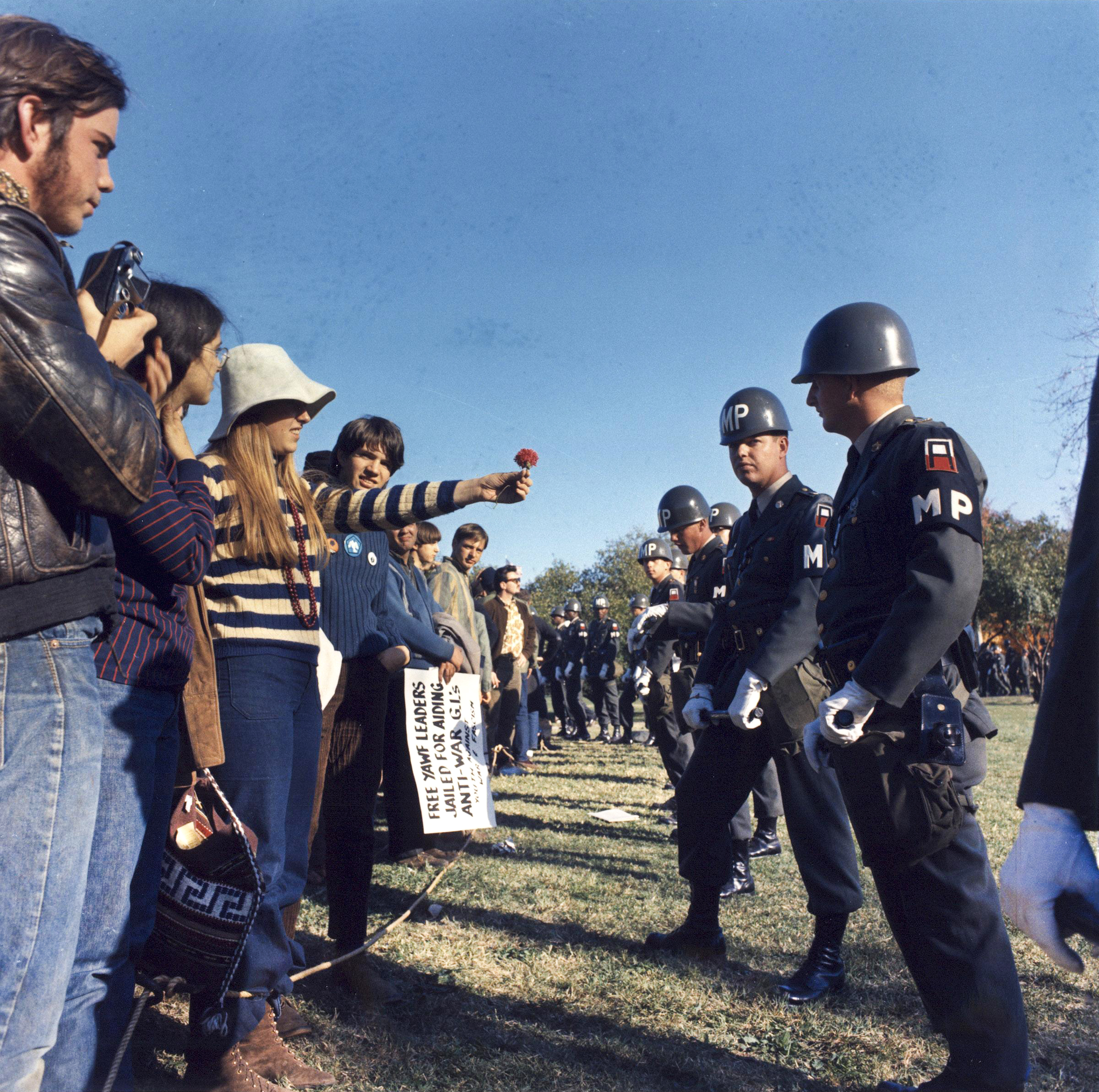
Demonstráció a Pentagonnál, 1967. október 21-én

1967. április 4-én Martin Luther King hevesen kritizálta az amerikai részvételt a vietnámi konfliktusban, és azt javasolta, hogy a háborúellenes és a polgárjogi mozgalmak egyesítsék erejüket. New Yorkban 100 000, San Franciscóban 50 000 ember tüntetett a háború ellen. A New York-i tüntetők között jelen volt egy maroknyi Vietnámban harcolt veterán is, akik a „Vietnámi veteránok a háború ellen” név alatt vonultak fel. A csoport csak alkalmilag fogott össze, a tüntetés után feloszlottak. Jan Barry Crumb veterán a felvonulás közben találkozott ezzel a csoporttal, akikkel a tüntetés után megpróbálta felvenni a kapcsolatot, de megtudta, hogy ilyen nevű szervezet hivatalosan nem létezik. Ezért 1967. június 1-jén, néhány társával közösen hivatalosan is megszervezte a „Vietnámi veteránok a háború ellen” nevű szervezetet, amely később az egyik legnagyobb háborúellenes csoporttá vált.
Április 28-án letartóztatták Muhammad Alit, mert vallási meggyőződésére hivatkozva megtagadta a bevonulást. New York állam sportbizottsága visszavonta a hivatásos ökölvívói engedélyét, és megfosztotta a nehézsúlyú bajnoki címétől. Alit végül öt év börtönbüntetésre ítélték. Három évvel később az ítéletet az Amerikai Legfelsőbb Bíróság megsemmisítette.
Eközben Dél-Vietnámban humanitárius katasztrófa fenyegetett, mivel a falusi lakosság nagy tömegei menekültek a vidéken kirobbant harcok elől a nagyobb városokba. A vidéki területeket az amerikai és dél-vietnámi hadsereg nem tudta kellően ellenőrizni, csak a nagyvárosokat, mint a fővárost Saigont tudták kézben tartani. A városokba érkező hatalmas tömegek részére azonban nem volt elegendő hely, ellátásukat sem voltak képesek megfelelően megoldani, nem is beszélve a munkalehetőségek hiányáról. Emiatt számos vietnámi városban zavargásokra és háborúellenes megmozdulásokra került sor.

## A fordulópont (1968)
1968. január 16-án Észak-Vietnám kijelentette, hogy addig nem hajlandó béketárgyalásokba kezdeni, amíg az Egyesült Államok nem szünteti be Észak-Vietnám bombázását.

### Khe Sanh

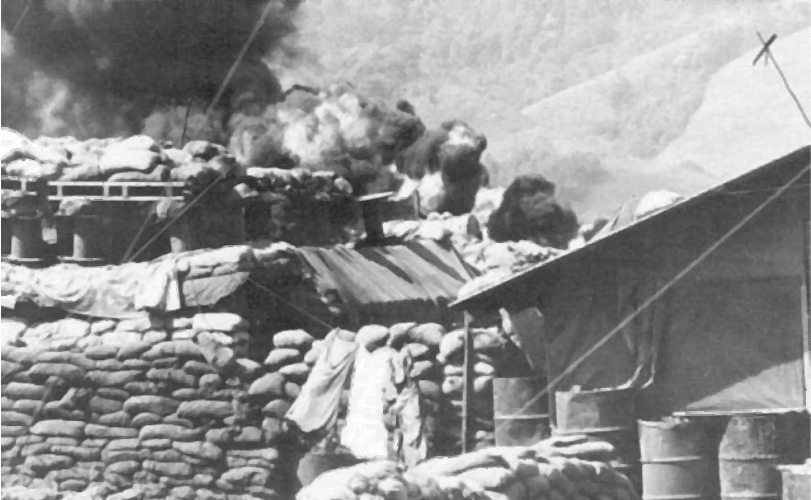
Égő üzemanyagtartályokból dől a füst Khe Sanh ostroma közben, 1968 januárjában

Január 21-én az (Észak-)Vietnámi Néphadsereg (ÉNH) 20 000 fős egysége megtámadta és ostrom alá vette a demilitarizált övezet közvetlen közelében található stratégiai fontosságú amerikai légibázist Khe Sanhnál. Az amerikai média azonnal az 1954-es Điện Biên Phủ-i csatát kezdte el emlegetni, ahol az ÉNH megsemmisítő vereséget mért a franciákra. Johnson elnök személyesen intézkedett, hogy erősítés érkezzen az 5000 tengerészgyalogos által védett bázishoz. Az ostrom végül 77 napig tartott, és az észak-vietnámi csapatok visszavonulásával zárult. Júniusban William Westmoreland tábornok úgy döntött, hogy a Khe Sanh-i bázisra többé nincs szükség, és elrendelte a bázis kiürítését és lerombolását.

### Tết

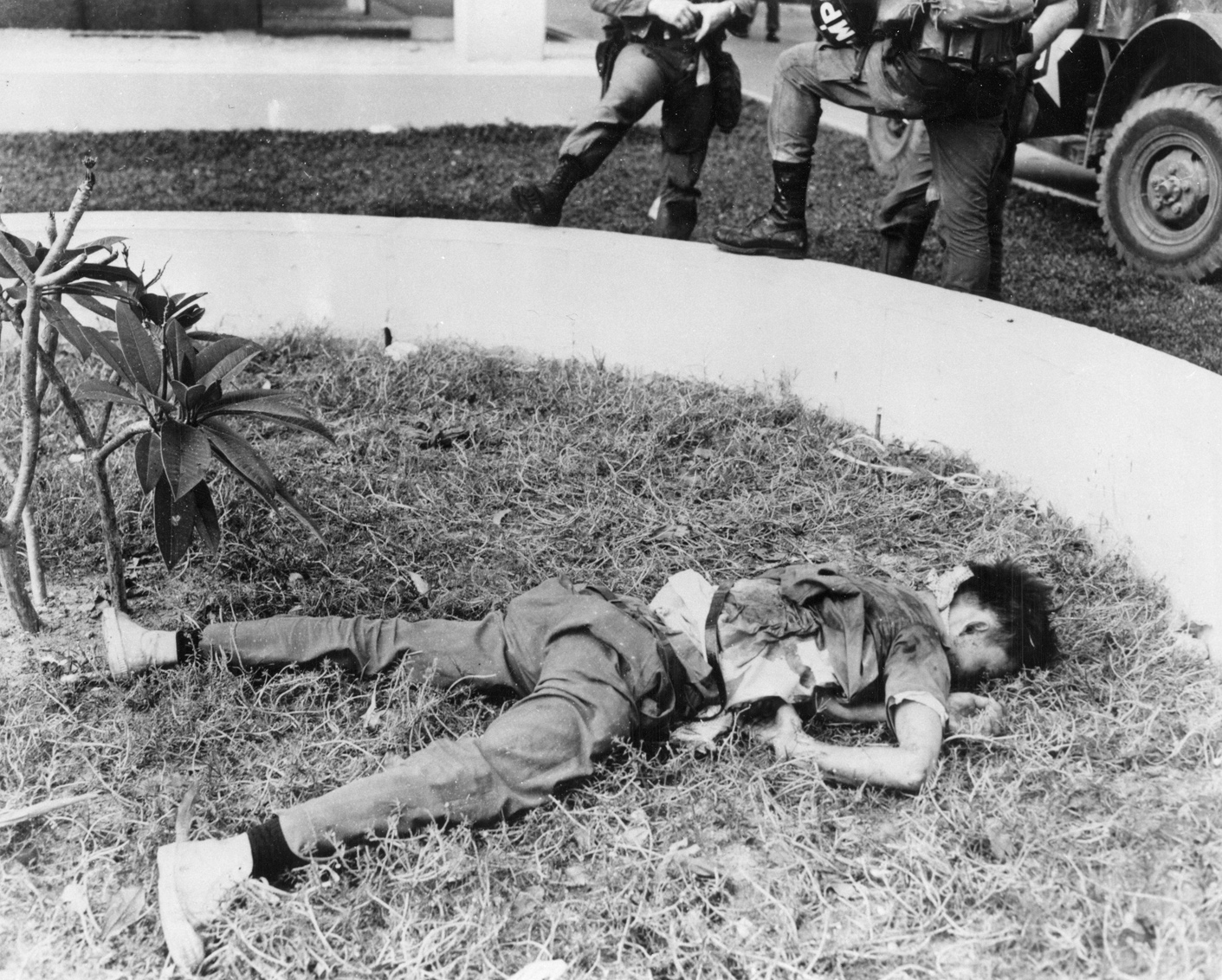
Halott NFF-harcos a saigoni amerikai nagykövetség gyepén

1968. január 30-án, a holdév kezdetét ünneplő legfontosabb vietnámi ünnepen az ÉNH és az NFF végrehajtotta a Tết-offenzívát, melynek során egyidejű és meglepetésszerű támadást intézett valamennyi nagyobb dél-vietnámi város ellen. Saigonban a kommunista erők támadást intéztek az amerikai nagykövetség, Westmoreland tábornok főhadiszállása, a dél-vietnami elnöki palota, a repülőtér, a rádió épülete és számos rendőrkapitányság ellen is.
Az amerikaiak a legkevésbé ekkor számítottak támadásra a vietnámiak részéről, mivel úgy vélték egy ilyen fontos ünnepen nem hajtanának végre a vietnámiak harci cselekményt. Ezzel szemben az északiak tudatosan erre az időpontra tették az offenzíva napját, mert a vietnámiak történelmük során nem egy nagy győzelmét épp a Tết idején vívtak ki.
Bár a hadművelet katonai célját – általános felkelés kirobbantását Dél-Vietnám teljes területén – nem érte el, ám önmagában az, hogy ellenség képes ilyen méretű és szervezettségű offenzívára, számos amerikait győzött meg arról, hogy a győzelem reménytelen. Szembeállítva a kormány sajtónyilatkozatait („már látszik a fény az alagút végén”) a televízióban közvetített drámai képsorokkal, sokukban erősödni kezdett az érzés, hogy kormányuk félrevezette őket a háborúval kapcsolatban. Eközben az amerikai kormányzat is erősen megosztott lett a háborúval kapcsolatban.
A támadók részéről a Vietkong szenvedte el a legnagyobb veszteséget. Ez azonban része volt az északi stratégiának, mert Ho Si Minh részére a déli ellenállók kezdtek komoly tehertételt képezni, ezért valamiképp meg kellett szabadulni tőlük, vagy legalábbis meg kellett gyengíteni őket. Különösen zavarta a kommunista északiakat a Vietkong egyre erősebb nacionalista jellege. A Tết-offenzívát követően a kezdeményezés leginkább az észak-vietnámi csapatok kezébe került és a Vietkong szerepe jelentősen marginalizálódott.
Amíg az Egyesült Államokban soha nem látott mélységbe zuhant a háború támogatottsága, addig érdekes módon a Tết-offenzíva jótékony hatással volt az amerikai katonák moráljára. Az eddigi láthatatlan, civilek közé vegyülő, megfoghatatlan gerillacsapatok helyett most végre igazi, egyenruhás, észak-vietnámi reguláris csapatok ellen folyhatott a harc (évtizedekkel később az iraki háborúban ugyanez megismétlődött, s az amerikai katonák újfent civilek között bujkáló felkelőkkel és merénylőkkel kellett, hogy felvegyék a harcot). Ennek ellenére Tết offenzíva nem ért el átütő katonai sikert, mert az amerikai erők visszaverték ugyan az észak-vietnámiakat és vietkongokat, de a győzelmük tulajdonképpen pürrhoszinak nevezhető, ugyanis az amerikai közvéleményt morálisan megrengette, az amerikai beavatkozást pedig értelmetlenné tette. Így a Tết offenzíva sokkal inkább tekinthető észak-vietnámi sikernek.

### Mỹ Lai
A Mỹ Lai-i mészárlás 1968. március 16-án történt, és ezen a napon amerikai katonák körülbelül 4–500 civilt – főleg csecsemőket, gyerekeket, nőket és öregeket – mészároltak le a Mỹ Lai nevű faluban. Az eset nagy vihart kavart az Egyesült Államokban, és nagyban hozzájárult a háborúellenes mozgalmak megerősödéséhez.

### A háború folytatódik

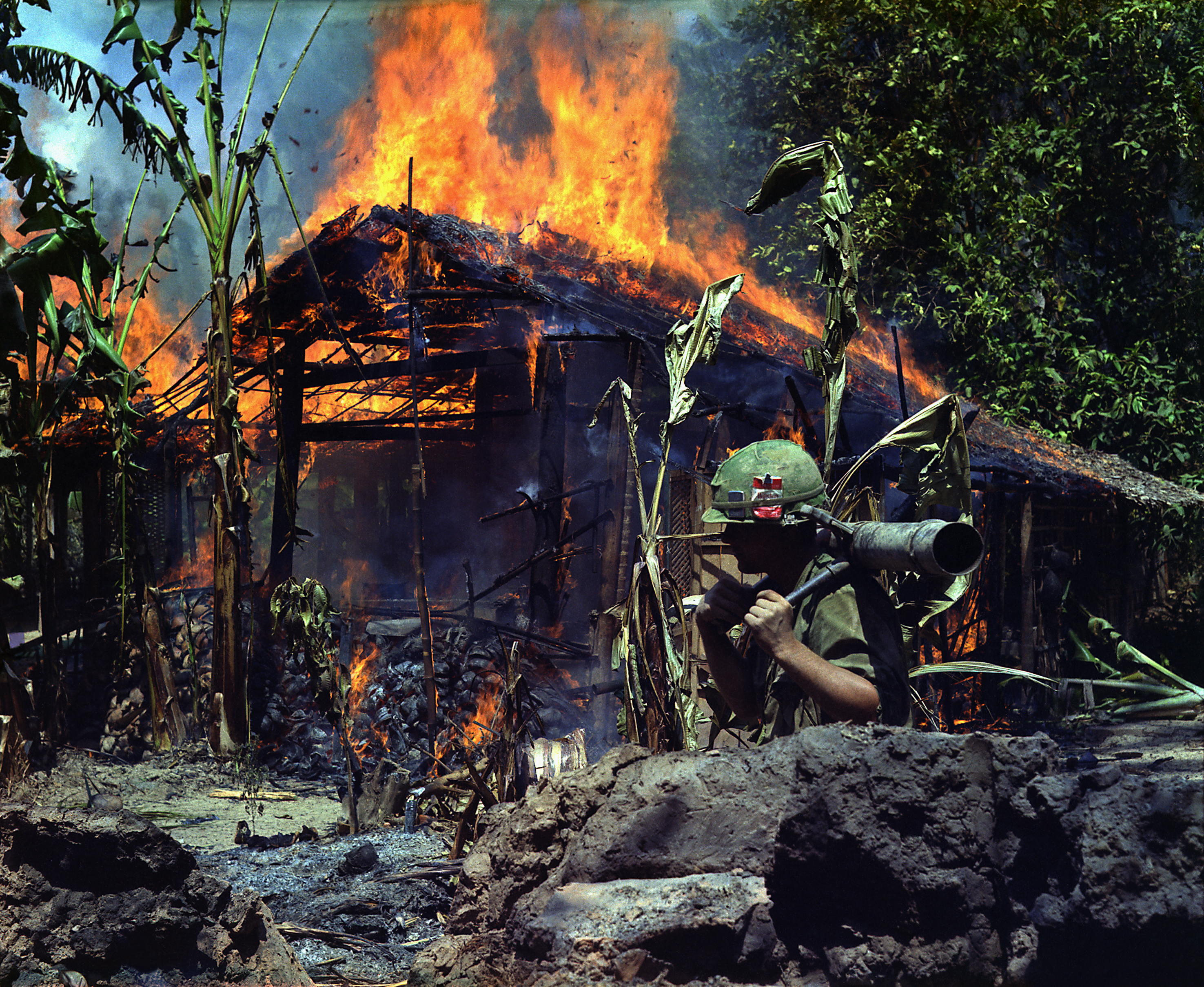
Egy vietkong alaptábor felégetése (My Tho, Vietnám). A kép előterében Raymond Rumpa közlegény egy 90 mm-es M67 gránátvetővel

Miután Johnson elnök háborús politikája nemcsak a közvélemény, de közvetlen tanácsadóinak támogatását is elvesztette, 1968. március 31-én az amerikai néphez intézett televíziós beszédében sokakat meglepve bejelentette, hogy nem fogadja el pártjának jelölését a novemberi elnökválasztáson.
Április 30-án az ÉNH megpróbált egy inváziós folyosót nyitni dél felé. Dai Do falunál kezdődtek az összecsapások az amerikai egységekkel, végül több napig tartó heves harcok után az amerikai tengerészgyalogos zászlóalj sikeresen visszaverte az inváziós kísérletet. Az ÉNH május közepéig még több helyszínen próbálkozott a betöréssel, de egyik sem vezetett sikerre. Ez volt az utolsó észak-vietnámi kísérlet a déli területek teljes katonai megszállására, egészen 1972-ig.
Május 13-án Párizsban ült össze az első béketárgyalásra az amerikai, a dél-vietnámi és az észak-vietnámi delegáció. A tárgyalások lassan és döcögve haladtak, végül közel négy évig tartottak, és csak 1972-re – titkos és közvetlen észak-vietnámi és amerikai egyeztetés után – sikerült valamilyen egyezségre jutni.
Július 1-jén Creighton Abrams tábornok vette át a Vietnámban állomásozó amerikai haderők parancsnokságát. Október 31-én Johnson elnök elrendelte Észak-Vietnám bombázásának teljes leállítását. A bombázások három éve alatt nem sikerült elérni a kitűzött célokat. Az utánpótlás folyamatosan érkezett északról, és az észak-vietnámi civilek morálja sem rendült meg.
A novemberi elnökválasztást Richard Nixon nyerte meg a liberális demokrata Hubert Humphrey és a független konzervatív George Wallace előtt. Nixon felkérte Henry Kissingert, hogy legyen a nemzetbiztonsági tanácsadója.
1968 végére körülbelül 536 000 amerikai volt Vietnámban.

## A Nixon-korszak (1969–1973)

### Vietnamizáció

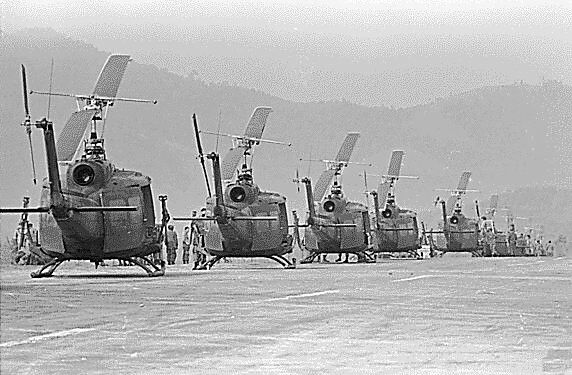
UH-1 Huey helikopterek Dél-Vietnámban (1969)

Hivatalba lépése után Richard Nixon elnök az amerikai csapatok Vietnámból történő fokozatos és lassú kivonulását határozta el. Ez volt az ún. vietnamizáció, amelynek a kimondatlan célja az amerikai csapatok tehermentesítése, és ezen keresztül az amerikai háborúellenes érzelmek tompítása volt. Végül több amerikai katona esett el és több bomba hullott le Nixon elnöksége alatt, mint Johnson idején. Nixon ugyan ígérte az amerikai hadsereg fokozatos kivonását, de ez nem jelentett többet néhány egység hazarendelésénél. Az amerikai csapatok továbbra is aktív harci tevékenységet folytattak Délkelet-Ázsiában.
1969. január 22-én megindult az amerikai tengerészgyalogság utolsó, Dewey Canyon névre keresztelt, nagy hadművelete „A Shau-völgy”-ben, amely során rövid ideig behatoltak Laosz területére is. A március 18-áig tartó hadművelet elsődleges katonai céljait elérte, de a folyamatos észak-vietnámi beszivárgást és utánpótlási vonalakat ezúttal sem sikerült végleg felszámolni.
Február 23-án megkezdődött az úgynevezett „második Tết”, amely során az egy évvel korábbi offenzívát próbálták megismételni az ÉNH és az NFF egységei. Bár a támadások összehangoltak és szervezettek voltak, a dél-vietnámi és az amerikai csapatok – nagy veszteségek árán – sikeresen visszaverték azokat.
Április végére a Vietnámban tartózkodó amerikai csapatok létszáma elérte az 543 400 főt, amely a legnagyobb volt az egész háború során, végül 1969. július 8-án az Egyesült Államok megkezdte a fokozatos kivonulást. Az év végéig 65 000 fővel csökkent a Vietnámban állomásozó amerikai haderő létszáma.
Augusztusban újabb átfogó ÉNH/NFF-offenzíva indult, amely során közel 150 dél-vietnámi célpontot támadtak, de a támadásokat ezúttal is sikeresen visszaverték.
1969. szeptember 2-án, 79 éves korában, szívroham következtében meghalt Ho Si Minh észak-vietnámi elnök. Utóda Lê Duẩn lett. Nixon és több amerikai vezető egy ideig reménykedett abban, hogy Ho Si Minh halála csökkenti az északi morált és a háborús hajlandóságot, ám igen hamar világossá vált, hogy Észak-Vietnám tovább folytatja a harcot.

### Hadműveletek Kambodzsa és Laosz területén

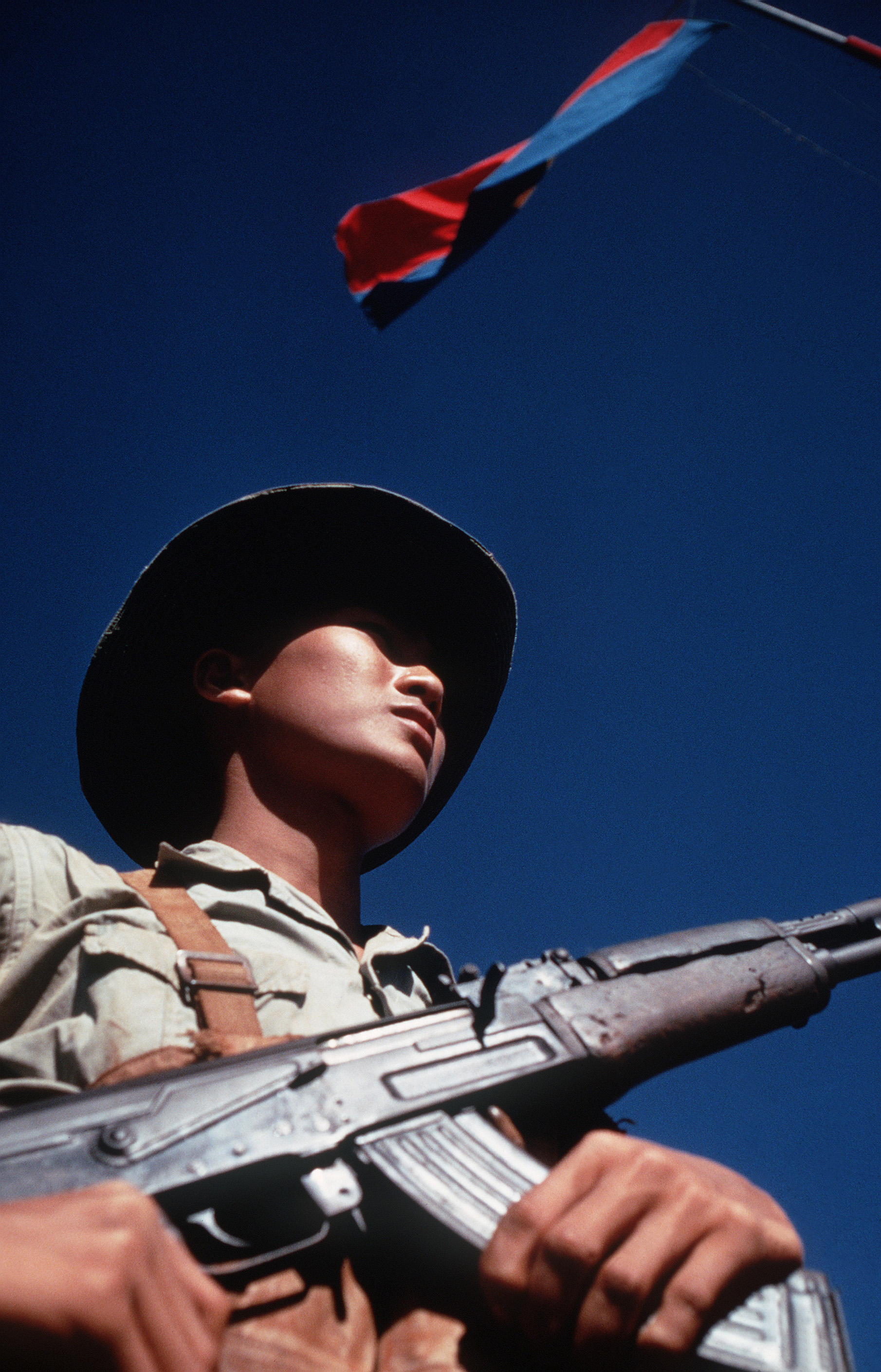
Észak-vietnámi katona az NFF zászlaja alatt (1973. február 12.)

1969. március 18-án Nixon – a Kongresszus és a közvélemény tudta nélkül – elrendelte Kambodzsa bombázását. A Menu hadművelet célja az ÉNH-t támogató határ menti bázisok elpusztítása volt. A hadművelet keretén belül lefolytatott akciók 14 hónapig tartottak. A bombázásról 1969 májusában szivárgott ki hír, amikor a The New York Times cikket közölt róla. Nixon tudni akarta, miképp szivárgott ki a bizalmas információ, ezért utasította az FBI-t, hogy hallgassanak le több újságírót és kormányhivatalnokot. A kormányzat egészen 1972 végéig titkolta a hadműveletet.
1970 márciusában az országban egyre fokozódó észak-vietnámi katonai jelenlét miatt zavargások törtek ki Kambodzsában, ahol végül megbuktatták az országot addig irányító Szihanuk herceget. A hatalmat Lon Nol tábornok ragadta magához.
1970 tavaszán Nixon elnök támadást rendelt el a Dél-Vietnámmal határos Kambodzsa területén lévő NFF-bázisok ellen. Május eleje és július vége között 13 nagyobb katonai művelet zajlott le, amelyben a dél-vietnámi csapatok mellett az amerikai haderő is részt vett. A két hónapig tartó akcióban – amelyet az amerikai hadvezetés „megelőző ellentámadás”-nak nevezett – körülbelül 40 000 dél-vietnámi és 30 000 amerikai katona vett részt.
Kambodzsában a határ mentén átvonuló és állomásozó észak-vietnámi csapatok ellen indított amerikai támadások nyomán a kommunista erők még mélyebben hatoltak be Kambodzsa belsejébe. Ez tovább destabilizálta Kambodzsát, és feltételezhetően nagyban hozzájárult a kommunista Vörös Khmer megerősödéséhez és 1975-ös hatalomra jutásukhoz, amely egy rövid, de annál borzalmasabb, milliók életébe kerülő rémuralomhoz vezetett. A dél-vietnámi és amerikai támadás politikai célja az volt, hogy ismét tárgyalóasztal mellé ültessék Észak-Vietnámot, lehetőleg úgy, hogy az enged azon követeléséből, miszerint a dél-vietnámi kormánynak távoznia kell. Az amerikai politikai vezetés a támadásról azt hangoztatta, hogy a kambodzsai hadianyagraktárak megsemmisítésével hozzájárult az amerikai és dél-vietnámi veszteségek csökkentéséhez. Bár az akció katonailag valóban sikeres volt, a konfliktus kiterjesztése újabb háborúellenes tiltakozási hullámot váltott ki az amerikai egyetemeken.
1970 novemberében az amerikai különleges erők meglepetésszerű támadást intéztek egy Hanoitól 35 km-re található fogolytábor ellen. Az akció célja amerikai hadifoglyok kiszabadítása volt, de a különleges erők csak egy elhagyatott tábort találtak.
1970 végére 336 000-re csökkent a Vietnámban állomásozó amerikai katonák száma.
Eközben a háború kilátástalanságának érzése az amerikai katonák soraiban is terjedt. A saigoni parancsnokság becslése szerint 1970-ben mintegy 65 000 amerikai katona használt drogokat. 1971-re a Pentagon becslései szerint az amerikai erők közel 30%-a kísérletezett ópiummal vagy heroinnal. A droghoz nagy könnyű volt ebben a térségben hozzáférni, lévén igen elterjedt volt az előállítása és árusítása már régóta. Sőt Vietnámban sokkal olcsóbb is volt, mint mondjuk odahaza az Egyesült Államokban.
Egyre gyakoribbá váltak a parancsmegtagadások és az engedély nélküli eltávozások is. A morál csökkenésének másik jele, az úgynevezett „fragging” gyakorlatának elterjedése volt, melyben a népszerűtlen tiszteket saját alárendeltjeik többnyire egy repeszgránáttal (angolul fragmentation grenade) meggyilkolták. A pontos számok nem ismertek, de becslések szerint legalább 600 amerikai tiszt halt meg így, és további 1400 vesztette életét „titokzatos” körülmények között.

### Háborúellenes tüntetések Amerikában
1969. október 6. és 11. között heves zavargások zajlottak Chicagóban, amikor a háború ellen tüntető fiatalok egy radikális csoportja – később a The Weather Underground néven váltak ismertté – felrobbantotta az Egyesült Államok egyetlen rendőrnek emléket állító emlékművét. Ezután a tüntetők körülbelül 300 fős csoportja – botokkal, kövekkel, gázálarcokkal, elsősegélycsomagokkal felszerelkezve – törni-zúzni kezdett az utcán, majd összecsapott a kivezényelt rendőrökkel. A zavargások során hat tüntetőt lelőttek és több mint 70-et letartóztattak.
November 15-én lezajlott az Egyesült Államok történetének addigi legnagyobb háborúellenes demonstrációja, amely során csak Washingtonban több százezer (becslések 250 és 500 ezer közé teszik) ember vonult az utcára. A tüntetést levélben üdvözölte Phạm Văn Đồng, a Vietnámi Demokratikus Köztársaság miniszterelnöke. Ez volt az első alkalom, hogy Észak-Vietnám nyilvánosan reagált egy amerikai háborúellenes megmozdulásra. A levél hírére dühösen reagáltak az amerikai konzervatívok, így Spiro Agnew alelnök is.
Később a Kambodzsa bombázásáról szóló hírek újabb diáktüntetések sorát eredményezték. Az egyik ilyen tüntetés alkalmával, 1970. május 4-én az ohiói Kent állami egyetemen a Nemzeti Gárda tagjai a tömegbe lőve négy fiatalt megöltek, kilencet pedig megsebesítettek. Pár nappal később a Mississippi állambeli Jackson egyetemén halt meg két diák, amikor a kivonuló rendőrök a tömegbe lőttek. Egyik esetben sem vontak senkit felelősségre a lövöldözések kapcsán.
Az Egyesült Államokban a rendfenntartó erők kemény fellépése ellenére folyamatosan zajlottak az egyre növekvő létszámú háborúellenes utcai megmozdulások. 1971 áprilisában 200 000 tüntető vonult a Fehér Házhoz, ahol a tüntetés egyik vezérszónoka John Kerry későbbi szenátor és 2004-es demokrata elnökjelölt volt. A tüntetést a Vietnámi veteránok a háború ellen nevű szervezet vezette, mely szervezet az év elején a veteránok között kiterjedt kutatómunkát végzett – ez volt az ún. „Téli katona vizsgálat” –, amely során bebizonyosodott, hogy a Mỹ Lai-i mészárlás során történtek nem egy egyedi, fékevesztett katonai egység elszigetelt esete volt, hanem általánosan alkalmazott eljárás. A megkérdezett száz veterán és tizenhat civil részletesen beszámolt a foglyokkal való kegyetlen bánásmódról és kínzásokról, a vietnámi falvak ok nélküli lerombolásáról, nemi erőszakról, a haszonállatok leöléséről, a csonkításokról és az ellenszenves amerikai katonák fejére kitűzött vérdíjakról. Ugyanabban az évben, amikor a Mỹ Lai-i vérengzést elkövették, dél-koreai egységek Phong Nhị és Phong Nhất falvakban majdnem 80, Hà My településen már 135 civilt gyilkoltak le.
1971. június 13-tól kezdve a The New York Times egy cikksorozatban jelentette meg az ún. Pentagon iratokat, amely gyakorlatilag a Védelmi Minisztérium egyik titkos, belső használatra szánt tanulmánya volt, amit Robert McNamara védelmi miniszter rendelt meg. A tanulmány részletesen elemezte az Amerikai Egyesült Államok 1945 és 1967 közötti Vietnám politikáját. Az újság szerint a megjelentetett iratok azt bizonyítják, hogy a Johnson-kormányzat tudatosan hazudott nemcsak a közvéleménynek, hanem a Kongresszusnak is.
1972 júliusában Jane Fonda amerikai színésznő körutat tett a VDK-ban, és három alkalommal beszélt a hanoi rádióban. Egyik alkalommal a következőket mondta:
Itt Jane Fonda beszél Hanoiból, és elsősorban az amerikai katonákhoz szólok… Nem tudom, mit mondanak nektek a tisztjeitek, de a fegyvereitek illegálisak és ez nem csak szónoklat. Azok az emberek, akik arra utasítanak benneteket, hogy használjátok a fegyvereiteket, azok a nemzetközi törvények értelmében háborús bűnösök, és a múltban, Németországban és Japánban, azokat, akik ilyen bűncselekményeket követtek el, bíróság elé állították és kivégezték.
Fonda észak-vietnámi kalandja népszerű volt a harciasabb háborúellenes tüntetők körében, de sok amerikai egyszerűen hazaárulásnak tartotta a tettét. Bár Fonda később többször is kijelentette, hogy megbánta akkori nyilatkozatait, és nem akart megsérteni senkit, sokan ezek után is csak a „Hanoi Jane” gúnynéven emlegették.

### Tárgyalások a színfalak mögött

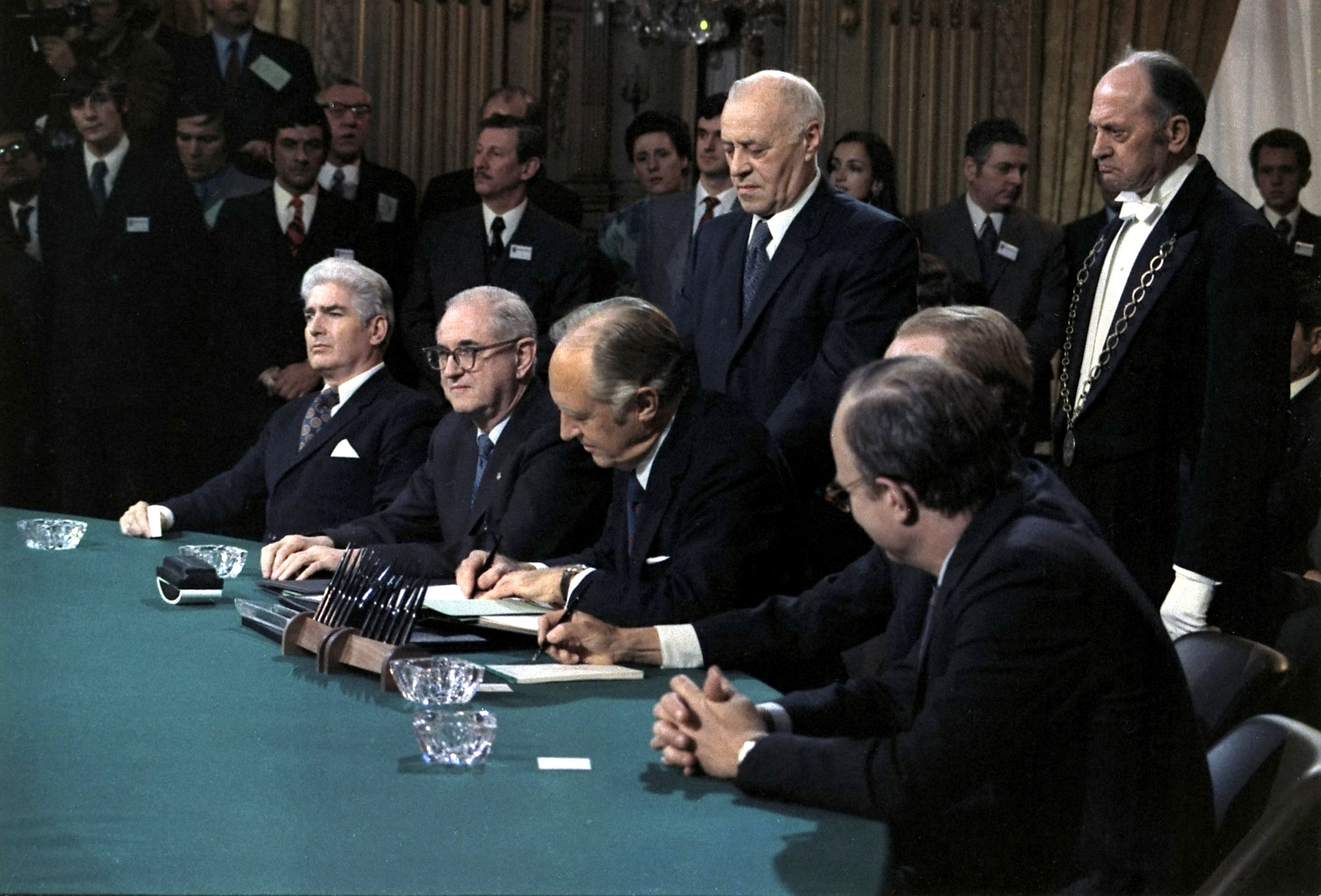
A békeszerződés aláírása Párizsban, 1973. január 27-én

1972. március 30-án az északi hadsereg 120 000 katonája és több ezer NFF harcos
összehangolt offenzívát indított három hullámban. Az első hullám Dél-Vietnám északi tartományait foglalta el, a második az ország középső hegyvidékén át a tengerpart irányába tört előre, a harmadik pedig a Saigontól északra fekvő területekre mért csapást. A csaták egészen júliusig tartottak, mindkét oldalnak súlyos veszteségeket okozva. Ekkorra már csak 70 000 amerikai állomásozott az országban és közülük csupán 6000 tartozott harcoló alakulatokhoz. Bár Thiệu dél-vietnámi elnöknek a délen harcoló északi erők mintegy ötszöröse, 1 000 000 katona állt rendelkezésére, demoralizált csapatai az amerikaiak légicsapásai és logisztikai támogatása nélkül valószínűleg összeomlottak volna.
Májusban Thiệu elnök bezáratta a dél-vietnámi főiskolákat és egyetemeket, hogy a diákokat is besorozzák és elrendelte a statáriumot.
Nem sokkal az amerikai elnökválasztások előtt, 1972. október 8-án titkos párizsi tárgyalásai során Kissinger – több mint egyéves egyezkedés után – kompromisszumra jutott az Észak-Vietnámot képviselő Lê Đức Thọval. A megállapodás szerint mindkét fél megtarthatta az aláíráskor az ellenőrzése alatt lévő területeket, és az USA pótolhatta a déliek fegyvereit – új fegyvereket azonban nem küldhetett. Hogy magukat még az egyezmény véglegesítése előtt kedvezőbb pozícióba hozzák, az érvényben lévő tűzszünet ellenére mindkét fél igyekezett újabb területeket az ellenőrzése alá vonni. Ezenkívül az Egyesült Államok 2 milliárd dollár értékű fegyvert szállított a délieknek mindössze hat hét leforgása alatt, így 1972-ben Dél-Vietnámnak lett a világon a negyedik legnagyobb légiereje.
Nixon elnök, akinek otthoni népszerűsége az amerikai csapatkivonások, és az Észak-Vietnám elleni tavaszi bombázások elrendelése után megerősödött, 1972 novemberében megnyerte a választásokat, a szavazatok több mint 60%-át szerezve meg.
A dél-vietnámi elnök, Thiệu, az amerikai kormány kifejezett nyomása ellenére sem volt hajlandó aláírni az októberben elfogadott egyezményt. Újabb követelésekkel állt elő: nem egyezett bele, hogy északi csapatok maradjanak Dél-Vietnám területén, és továbbra sem volt hajlandó elismerni az NFF-et egyenrangú tárgyaló félként. Felszólította a katonáit, hogy folytassák a harcot. Kissinger béketerve összeomlott.
Az észak-vietnámi tárgyalódelegáció Thiệu újabb követelései miatt december közepén kivonult a tárgyalásokról, és bejelentették, hogy nem is kívánnak a további tárgyalásokon részt venni. Nixon elnök ekkor 72 órás ultimátumot adott Észak-Vietnámnak, hogy térjenek vissza a tárgyalóasztalhoz, ellenkező esetben elrendeli az északi célpontok elleni újabb légicsapásokat. A határidő lejártával december 18-án meg is indult a Linebacker II hadművelet, amely legfőbb célja az észak-vietnámi delegáció visszakényszerítése volt a tárgyalóasztalhoz. December 22-én Nixon újra felszólította Észak-Vietnámot, hogy térjenek vissza a tárgyalásokhoz. Néhány nappal később Hanoi jelezte, hogy kész folytatni a tárgyalásokat, de siettek leszögezni, hogy ebben a döntésükben nem befolyásolták őket az amerikai bombázások.
1973. január 5-én a béketárgyalások eredményeire hivatkozva Nixon elnök bejelentette a Linebacker II hadművelet felfüggesztését. Az októberi megállapodás elemeit csak néhol módosító párizsi békeszerződés aláírása 1973. január 27-én hivatalosan is lezárta az Egyesült Államok vietnámi konfliktusban való részvételét. Nixon elnök nyomást gyakorolt Thiệu elnökre, így Dél-Vietnám vezetőjének aláírása is rákerült a békeszerződésre. A békeszerződés értelmében azonnali tűzszünet lépett életbe Észak- és Dél-Vietnám egész területén, 60 napon belül (március 29-éig) az utolsó amerikai katonának is el kellett hagynia az országot, illetve fel kellett számolni az összes amerikai támaszpontot, valamint az összes külföldi katonának ki kellett vonulnia Laosz és Kambodzsa területéről. A békeszerződés biztosította Dél-Vietnám önrendelkezésének jogát, de engedélyezte a délen tartózkodó északi csapatok maradását is. Az első amerikai hadifoglyokat február 11-én engedték szabadon. A háború során körülbelül 600 amerikai pilóta került fogságba.
A párizsi békeszerződés aláírása után felállított Nemzetközi Ellenőrző és Felügyelő Bizottság (International Commission of Control and Supervision, ICCS) feladata volt a megállapodás végrehajtásának ellenőrzése. A békeszerződés többek között arról rendelkezett, hogy a Bizottságnak Kanada, Magyarország, Indonézia és Lengyelország képviselőiből kell állnia, így egy magyar kontingens is Vietnámban tartózkodott. Az ICCS működését sorozatos botrányok, katonai és diplomáciai incidensek, és végül a teljes kudarc jellemezték. Vietnámi szolgálata teljesítése közben több magyar katonatiszt is életét vesztette.

## Dél-Vietnám összeomlása (1974–1975)

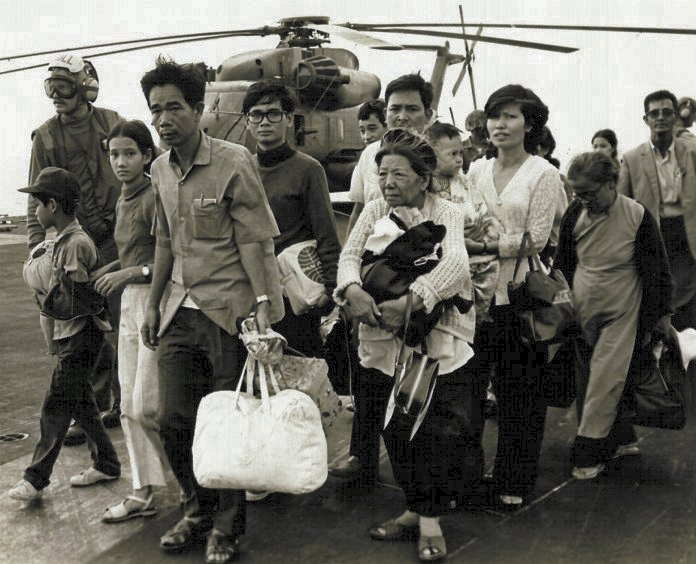
Vietnámi menekült család 1975 áprilisában egy amerikai hadihajó fedélzetén

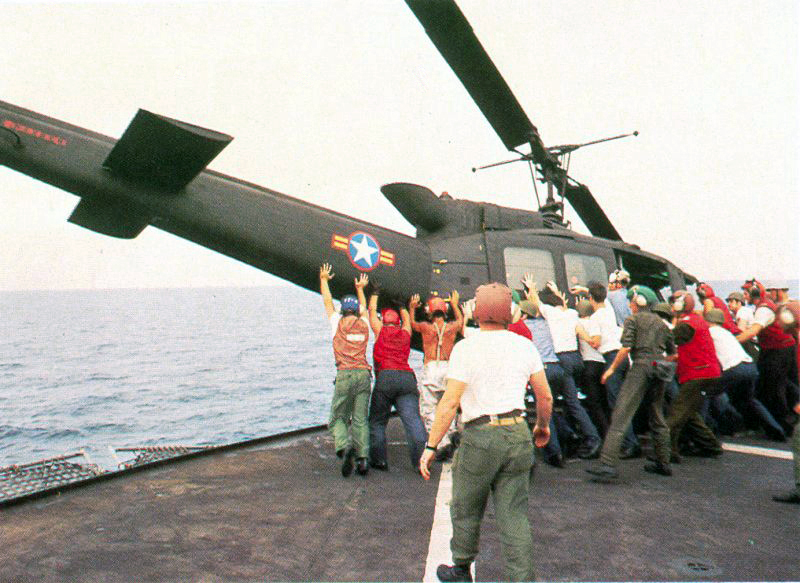
Saigon evakuálása közben, a Frequent Wind hadművelet során dél-vietnámi UH–1H-t löknek a tengerbe egy amerikai repülőgép-hordozóról, hogy helyet csináljanak a többi menekülő repülőeszköznek.

A béke nem volt tartós. Mindkét fél egymást okolta a tűzszünet megsértésével, és kiújultak a harcok. Nixon ígéretet tett ugyan Dél-Vietnámnak, hogy katonai segítséget nyújt, amennyiben a hadi helyzet válságosra fordul, ám az ekkor kibontakozó Watergate-botrány alatt az elnök politikai életbenmaradásáért küzdött, végül 1974. augusztus 8-án le is mondott. Utóda alelnöke, Gerald Ford lett, aki bejelentette, hogy Amerika számára a háború véget ért. A Kongresszus minden katonai segítségnyújtást megtiltott Indokínában. A gazdasági segélyek nem szűntek meg teljesen, azonban a dél-vietnámi kormány korrupt tagjainak köszönhetően csekély részüket fordították csupán a valós katonai erőfeszítések támogatására. Hiába szerelték fel az amerikaiak a kivonulás előtt modern katonai eszközökkel a dél-vietnámi hadsereget, az 1973-as olajválság miatt az üzemanyag ellátás is csaknem lehetetlenné vált, így a helikopterek és a repülők nagy része a földön vesztegelt. Eközben a Szovjetunió – versenyezve Kínával a délkelet-ázsiai befolyásért – 1974 végétől felújította fegyverszállításait Észak-Vietnám számára.
Gerald Ford 1974. szeptember 16-án bejelentette, hogy mentességet ad a büntetés alól a sorozást elkerülőknek és a katonaszökevényeknek. A kegyelmi program 1975. március 31-éig adott határidőt az érintetteknek arra, hogy állampolgári esküt tegyenek. Ezenkívül két évig társadalmi munkában kellett részt venniük. Az érintett 124 000 emberből körülbelül 22 500 vett részt a programban.
1974 decemberében az ÉNH egységei támadást intéztek a Saigontól észak keletre fekvő Phước Long tartomány ellen, januárban pedig elfoglalják a tartomány székhelyét is, Phước Bìnht. Ford elnök diplomáciai úton tiltakozott. Thiệu dél-vietnámi elnök kijelentette, hogy a háború ezzel folytatódik, és elrendelte a felkészülést az invázióra.
1975. január 8-án az északi kommunista vezetés jóváhagyta a Dél-Vietnám megszállásáról szóló katonai tervet. A terv szerint két éven belül kell a végső győzelmet elérni.
Az északi csapatok 1975. március 10-én lerohanták az ország középső tartományait, ennek során a VKH katonáinak felét körbezárták. Három nap múlva Thiệu elnök feladta az északi és a középső tartományokat, és a Mekong-delta védelmére próbálta koncentrálni katonai erejét. Huế 1975. március 25-én, Đà Nẵng március 30-án esett el. Đà Nẵngban egy 100 000 fős VKH erő adta meg magát harc nélkül, miután parancsnokaik magukra hagyták őket. Saigon és a déli országrész irányába március 31-én indult meg a végső előrenyomulás.
1975. április 21-én Thiệu elnök lemondott. Másfél órás leköszönő beszédében Thiệu felolvasta Nixon 1972-ben írt levelét, amelyben az amerikai elnök biztosítja őt, hogy Amerika „komoly megtorló lépéseket” tesz meg abban az esetben, ha Dél-Vietnámot katonai fenyegetés érné. Thiệu elítélte a párizsi békeszerződést, Henry Kissingert és az Egyesült Államokat. „Az Egyesült Államok nem tartotta meg az ígéretét. Ez embertelen, megbízhatatlan, felelőtlen” – mondta.
Április 23-án 100 000 fős északi hadsereg indult meg Saigon felé. Április 28-án Dương Văn Minh tábornok vette át Dél-Vietnám irányítását, de sikertelenül próbált tűzszünetet elérni.
Másnap Ford elnök elrendelte az utolsó amerikai állampolgárok evakuálását is. Az evakuálás kezdetben a Tân Sơn Nhứt légitámaszpontról zajlott, de az észak-vietnámi tüzérségi tűz és a fosztogató dél-vietnámiak miatt ezt a szerepet a nagykövetség vette át. Április 30-án reggelre a nagykövetséget védő utolsó tengerészgyalogos is elhagyta Saigont, majd nem sokkal később Minh tábornok a rádióban bejelentette a feltétel nélküli megadást. Az (Észak-)Vietnámi Néphadsereg 55 nap alatt sikeresen végrehajtotta a két évesre tervezett offenzívát.
A bevonuló északi csapatok elől legalább félmillió vietnámi menekült el az országból. Az északiak sikere sokakban aggodalmat keltett, féltek ugyanis attól, hogy Észak-Korea ezen felbátorodva felújítaná a koreai háborút és Dél-Korea elfoglalására támadást indítana.

## Áldozatok

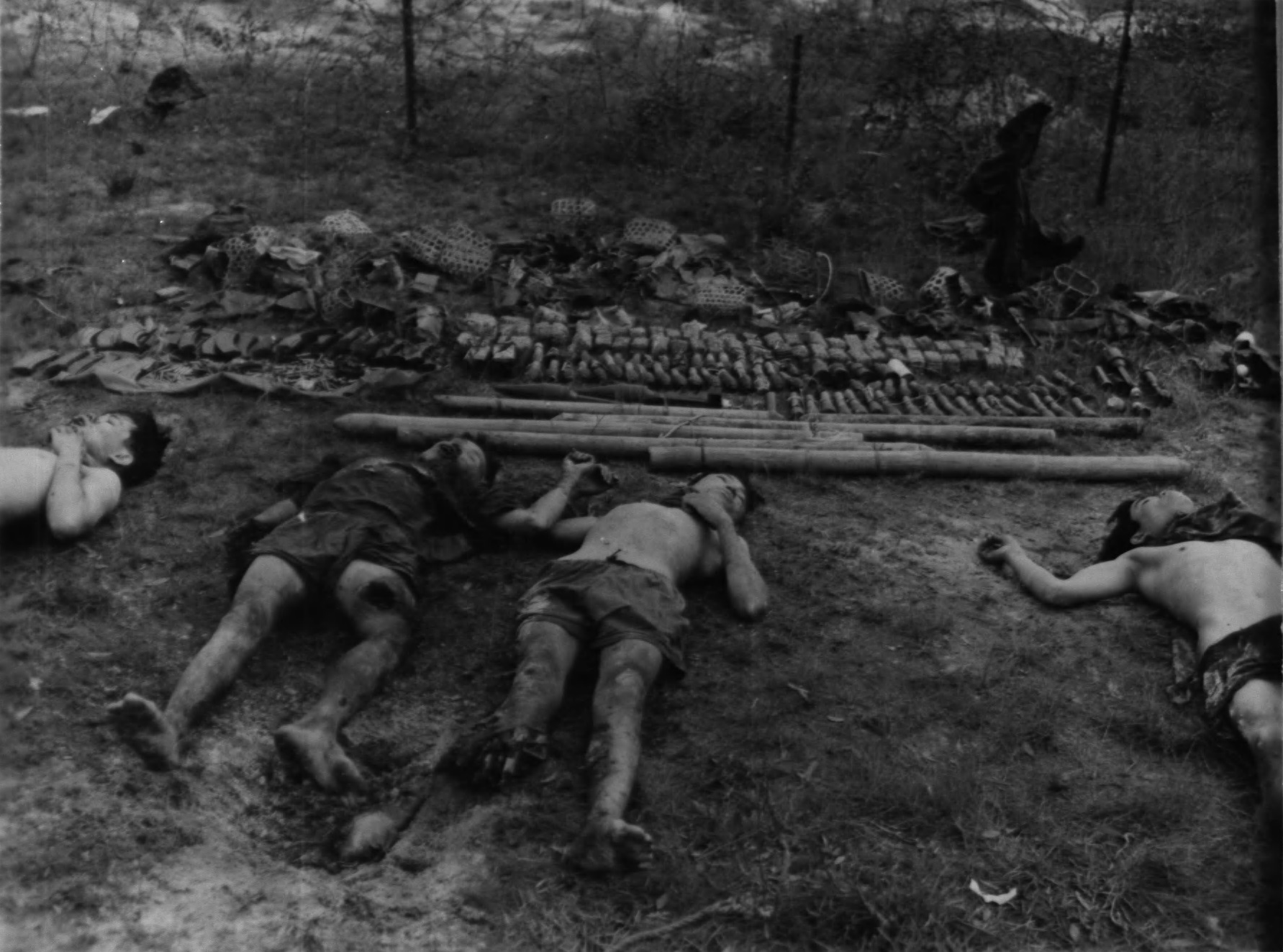
Elesett vietnámi harcosok

A háború áldozatainak számára a vietnámi oldalon csak becslések léteznek. Amerikai becslések szerint a dél-vietnámi oldalon közel 250 000, északi oldalon pedig 650 000 katona vesztette életét. A Vietnám által 1995-ben közzétett statisztikák szerint körülbelül egymillió vietnámi katona esett el a háború során, és további kétmillió civil halt meg.
A vietnámi sebesültek számáról nincsenek pontos adatok. A mai napig halnak meg emberek a fel nem robbant bombák miatt Vietnám területén.
Az amerikai áldozatok közül 58 220 vesztette életét vagy tűnt el bevetés közben. További 153 303 amerikai sebesült meg. Több mint 2,5 millió amerikai szolgált Vietnámban (ennek körülbelül a harmada tartozott harcoló egységhez). A katonák kétharmada önkéntes volt.
Körülbelül 60 000 ausztrál katona szolgált Vietnámban. Közülük körülbelül 500 halt meg, és körülbelül 3000 megsebesült.
37 új-zélandi katona vesztette életét, és 187 sebesült meg.
4407 dél-koreai halt meg, és 17 060 megsebesült.
A résztvevő 2061 filippinó katonából 9 elesett, 64 pedig megsebesült a háborúban.
Thaiföld 351 katonát veszített a harcokban.

## Hadviselés és haditechnika

### Gerilla-hadviselés
Az NFF a háború kezdeti szakaszában még a Ho Si Minh-ösvényen folyamatosan érkező észak-vietnámi reguláris csapatok támogatásával sem vehette fel a harcot a műszaki, logisztikai és létszámfölényben lévő dél-vietnámi kormányerőkkel, illetve az amerikai katonasággal. A háború kezdeti szakaszában a Dél-Vietnámba északról érkező utánpótlás napi 15 tonnát tett ki, addig az Egyesült Államok 1967-ben már havi egymillió tonnányi utánpótlást juttatott el az országba, ami átlagban minden ott állomásozó amerikai katona számára napi 50 kg-nak felelt meg. A dzsungelben elszigetelt amerikai bázisok személyzetének nem csak cigarettát és sört, de gyakran meleg élelmet (így pl. hamburgert) is szállítottak a helikopterek. Ezenkívül az igényeknek megfelelően a katonák kaptak újságokat, magazinokat, könyveket, filmeket, hanglemezeket is, s külön tábori bordélyházak is voltak a katonák szexuális kiszolgálására. Az itt dolgozó nők döntően vietnámi nemzetiségűek voltak, de a katonák gyakran látogattak olyan vietnámi szórakozóhelyeket, amelyeket amerikaiak üzemeltettek és táncos- illetve örömlányokat a vietnámi lakosságból toboroztak. Ugyancsak jelentős számú amerikai látogatta a Dél-Vietnámban még fennálló francia kolóniát is. Az itteni franciák európai stílusú éttermeket, szórakozóhelyeket és boltokat tartottak fenn, ahol az amerikaiak kultúrájukhoz közelebb álló fogyasztási cikkekhez férhettek hozzá.
Az NFF és az északi reguláris hadsereg harci műveleteit jellemzően a gerilla-hadviselés jellemezte. Általában kis létszámú, mozgékony csapatok beásva várakoztak a járőröző VKH és az amerikai csapatokra. Gyors rajtaütés után a harcérintkezést még azelőtt megszüntették, mielőtt az amerikai tüzérség vagy a légierő csapást mérhetett volna rájuk, vagy pedig olyan közel húzódtak, amennyire csak tudtak, ezzel téve lehetetlenné a tüzérségi vagy a légicsapást. Nagy létszámú erők összetűzésére csak ritkán került sor.
Sok áldozatot szedtek a gerillák által felállított csapdák, aknák és rejtett bombák. Ezekhez a házilag barkácsolt robbanótestekhez fel nem robbant amerikai bombákat szedtek szét és használtak fel. A veszélyes művelet során bekövetkező robbanásokban számtalan gerilla veszítette életét.
A vietnámi ellenállók ugyanakkor minden eszközt megragadtak, csakhogy ellenfeleiket gyengítsék. Mezőgazdasági eszközökből és hétköznapi tárgyakból is igyekeztek fegyvereket, többnyire cseles csapdákat fabrikálni. A dzsungelban aknák helyett sokfelé olyan gödröket ástak, amelybe ha az amerikai katonák beleléptek, akkor kihegyezett bambusztüskék fúrták át a lábukat. Ezeket a tüskéket sokszor kenték be ürülékkel, így a szerzett seb nagy eséllyel tudott elfertőződni a forró vietnámi éghajlaton. Másutt nagytermetű vadállatoknak ásott csapdákat alkalmaztak, amelynek alján szintén kihegyezett bambuszkarók voltak. Az óvatlanabb katonák nem egy esetben zuhantak bele ilyen csapdákba és a karók felnyársalták őket, vagy a lábukat. Így ha nem is haltak meg, de harcképtelenné váltak. A vietkongok még állatokat (mérgeskígyókat, skorpiókat, pókokat) is használtak, azokat is többnyire valamilyen cselescsapda formájában.
Vietnám egyes része a Vietkong egész falvakat telepített földalatti mesterséges barlangokba. Bizonyos tekintetben hasonlított a módszer az amerikaiak stratégiai faluihoz, de láthatóan eredményesebben működött. Számos ilyen földalatti közösség jött létre, amelyek képesek voltak megszervezni a maguk életét (még színházat is működtettek egy-egy ilyen helyen). Közben ügyesen kialakított lőrésekből tüzeltek az amerikai őrjáratokra, akik sokszor azt se tudták honnan jött a támadás. Ezen barlangrendszerek segítségével tudott az ellenség nem egy alkalommal az amerikaiak háta mögé kerülni és az arcvonalaikon belül váratlan támadást intézni. Az amerikai katonák morálját nagymértékben alá tudták ásni ezek a sikeres vietnámi kivitelezések. A barlangok álcázását is sikerült megoldani, így az ellenség kifüstölésére irányuló kísérletek többnyire kudarcba fulladtak.
A gerilla-hadviselést a vietnámiak már a franciák elleni háborúban is használták, sőt hatással is voltak a francia hadsereg katonáira. A franciák ugyanis távoli afrikai gyarmataikról és vezényeltek ide csapatokat, többek között fekete afrikaiakat és arabokat (Tunéziából, Marokkóból és Algériából). Az algíri nemzetiségű katonák a vietnámiak elleni harcban eltanulták azok stratégiáját és módszereit, majd hazatérve az algériai háborúban az ellenálláshoz csatlakozva ezt a megszerzett tudást kamatoztatni is tudták.

### Légiháború

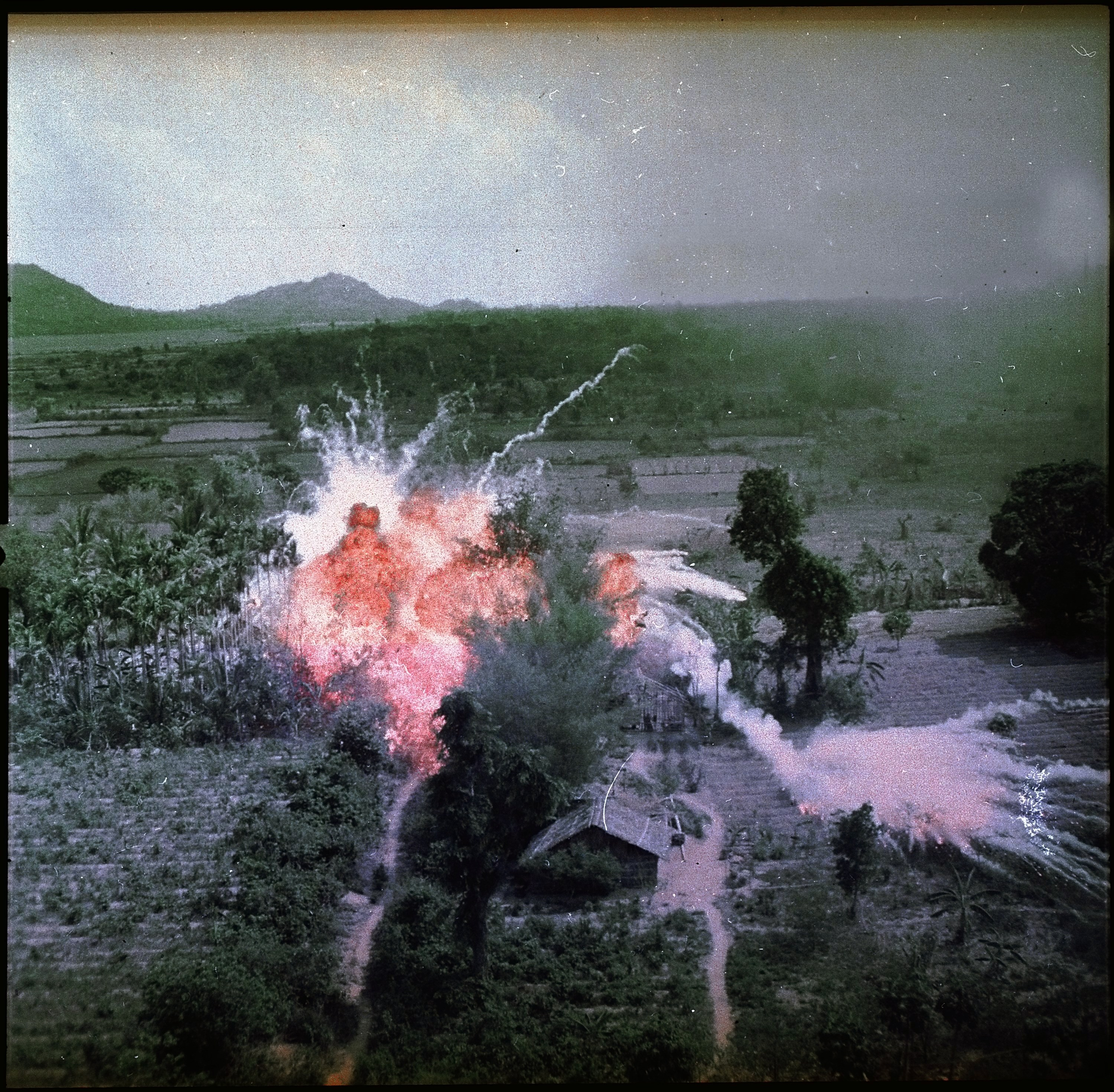
A Dél-vietnámi Nemzeti Felszabadítási Front állásainak bombázása napalmmal Saigontól délre (1965)

Az amerikaiak az Észak-Vietnám ellen nyolc éven át tartó légi offenzíva során közel 8 millió tonnányi bombát dobtak le, ami a második világháborúban ledobott mennyiség négyszerese. Kezdetben az amerikai bombázók a határ mentén végighúzódó erdősávot, illetve a Hanoi és Haiphong környékén található olajfinomítókat és ipari létesítményeket bombázták. Nixon idejére viszont már rendszeressé vált a lakott területek bombázása is, esetenként Hanoi belvárosát is súlyos csapás érte, jelentős számú civil áldozatot követelve.
A bombázások hatékonyságát és pontosságát jelentősen növelte az 1972-től a Linebacker I hadművelet során bevetett új technológia, a lézerirányítású bomba. A márciusban indult átfogó észak-vietnámi offenzívára adott válaszként indított hadműveletben percek alatt lerombolták a stratégiai fontosságú hidakat, ezzel a dél felé irányuló északi utánpótlás mértékét sikerült a töredékére csökkenteni, és a földi offenzívát „kifullasztani”. A háború ideje alatt tizennyolcezer darab ilyen típusú bombát használtak fel.
Az észak feletti légi hadműveletek közben szerzett tapasztalatok alapján alapította meg 1969 márciusában az amerikai haditengerészet a US Navy Fighter Weapons School pilótaképző központját, vagy ismertebb nevén a TOPGUN iskolát. Az iskola keretében különleges képzést kaptak a haditengerészet kötelékében szolgáló harci pilóták.
Az amerikai haderő a második világháború végén kezdte alkalmazni a napalmot, bombák és lángszórók formájában. A vietnámi háború során már a továbbfejlesztett Napalm-B keveréket használták, amely sokkal stabilabb és biztonságosabban kezelhető volt az eredeti anyagnál. A napalmot főleg élőerő ellen, illetve olyan katonai célpontok ellen alkalmazták, ahol meg kellett kímélni a célpontot környező építményeket. Például egy védőgátra telepített légvédelmi ágyú ellen anélkül lehetett csapást mérni, hogy a védőgát súlyosan megrongálódott volna. Körülbelül 400 000 tonna napalmot használtak fel a háború során.

### „Free fire zone”, „Search and destroy”, „Body count”
Az egyik, amerikaiak által alkalmazott taktika Westmoreland tábornok ötlete alapján az úgynevezett „szabad tűzkörzetek” (free fire zone vagy free strike zone) kijelölése volt. Ezeken a területeken, melyek eredetileg az NFF ellenőrzése alatt álltak, az amerikai katonaság számára minden személy ellenségesnek minősült, beleértve a civil lakosságot is. A zónákba eső falvakat rendszeresen ágyúzták, illetve bombázták.
Már 1964-től, az amerikai harcoló csapatok érkezése előtt is használták a „felkutatni és elpusztítani” (search and destroy) kifejezést, ahogyan a legtöbb „szabad tűzkörzetben” végrehajtandó hadművelet alapvető feladatát nevezték. Ez a kifejezés eredetileg azt a feladatot takarta, hogy a járőröző dél-vietnámi és amerikai egységek felkutatják és megsemmisítik a beszivárgó kommunista csapatokat. A háború kezdetén senki sem gondolt negatív dolgokra, de a gerilla hadviselés miatt az amerikai TV képernyőkön egészen más kép tükröződött: kitelepített civil lakosság, amerikai katonák által felégetett falvak. Westmoreland tábornok – látva a negatív asszociációt – 1968-ban elrendelte a kifejezés használatának megszüntetését.
Az amerikai katonai vezetés stratégiája a háború első szakaszában az ellenség kimerítése (attrition) volt. A sikert a megölt ellenséges katonák számában (body count) mérték. Westmoreland célja az volt, hogy a lehető legnagyobb emberveszteséget okozza az észak-vietnámi és a gerilla csapatoknak, de agresszív terve eleve kudarcra volt ítélve, mivel évente 200 000 észak-vietnámi érte el a sorköteles kort. Az északi vezetés vigyázott is arra, hogy veszteségeik a születési ráta alatt maradjanak. Szövetségeseik, a dél-vietnámi ellenállás veszteségei ugyanakkor közömbösek voltak számukra, sőt kockázatos esetekben a vietkongokat használták fel pajzsként saját erőik védelme érdekében.
Bár az amerikai katonák és a vietnámiak kapcsolata nemcsak az egymás elleni ádáz küzdelemben nyilvánult meg. Sok amerikai katona összebarátkozott a helyiekkel, többen feleséget vagy barátnőt, esetleg szeretőt választottak a vietnámiak közül. Bizonyos vietnámi nők amerikai férjeik révén hagyhatták el az országot, más párok viszont elszakadtak egymástól. Számos vietnámi prostituált, vagy amerikai férfival tartós párkapcsolatban élt vietnámi nő lett terhes, amely igen súlyos következményekkel járt rájuk nézve. A háború után ugyanis ezeket a nőket és gyermekeiket a társadalom kirekesztette (még akkor is, ha az illető nő akarata ellenére, nemi erőszak útján lett terhes!). Így ezek nem kaptak munkát sehol, koldusokká lettek, vagy lakott településen kívül kellett letelepedniük. Másokat munkatáborokba kényszerített a kommunista hatalom.
Az amerikai kormány próbálta ezeket a gyerekeket a saját területére áttelepíteni, vagy pedig segélyezni őket Vietnámban (ez utóbbi azonban igen sok csalásra és visszaélésre adott lehetőséget, így emberkereskedelemre is). 30 ezer amerikai származású vietnámi telepedett át az Egyesült Államokba, velük még további 80 ezer vietnámi nemzetiségű is, akik a rokonságukhoz tartoztak.

### Agent Orange
A Ranch Hand hadművelet 1962 elején kezdődött, melynek célja az volt, hogy eltüntessék az észak-vietnámi fő utánpótlási útvonalak mellől a sűrű lombkoronát, az aljnövényzetet és deszikálják (kiszárítsák) az ellenfél növénytermelő területeinek egy részét, csökkentve az élelmiszer-utánpótlás mennyiségét. A háború előrehaladtával a hadművelet kiszélesedett és nemcsak az utak közvetlen környezetét, hanem attól távol eső erdőségek széles sávját is permetezték – többek között az Agent Orange („Narancs hatóanyag”, a hordó színe után) nevű – növényvédő vegyszerek előírásnál töményebb oldataival. Az így kipermetezett növényvédő szerek hatására a növények elhullajtották leveleiket. Az Orange vegyszer súlyosan egészségkárosító hatású dioxint is tartalmazott, amely a helyiek szerint napjainkig éreztetik hatásukat. A háború utáni vietnámi kormány becslése szerint 4,8 millió lakos volt kitéve az Agent Orange hatásainak, amely 400 000 ember halálát és 500 000 torzszülött gyermek születését okozta. A vitatott kérdéseket emberjogi aktivisták időről időre a felszínre hozva elemzik, ami rendre a napi sajtó középpontjába kerül. Egy ENSZ-határozatot követően 1971-ben befejezték az alkalmazását, majd 1972 tavaszára a Johnston-atollra szállították a teljes megmaradt deszikáló vegyszerkészletet, ahol 1977-ben égetéssel megsemmisítették a tengerfelszínen. Az Orange-on kívül Agent White és Blue szereket is alkalmaztak az amerikai csapatok 1973-as kivonásáig a Mekong folyó deltájában, illetve irtották a maláriaszúnyogokat is. Az USA-ban időközben lezajlott (létszámában és elemzési időszakaiban) széles körű orvosi vizsgálatok nem bizonyították egyértelműen a növényvédő szerek egészségkárosító hatásait, ezért az Amerikai Egyesült Államok máig nem ismeri el felelősségét a vietnámi sérültek ügyében, és tagadja, hogy bármilyen vegyifegyvert bevetett volna a konfliktus ideje alatt.

### A helikopterháború

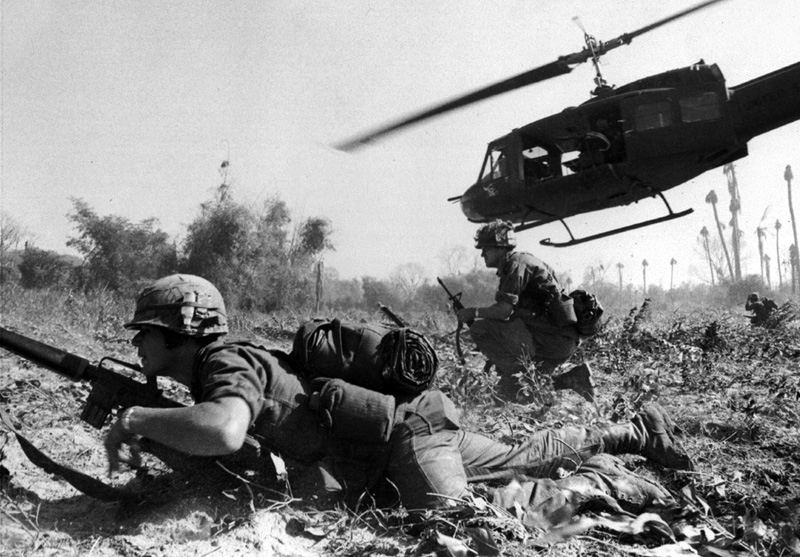
Egy UH-1D „Huey” emelkedik a levegőbe, miután amerikai katonákat szállított a bevetés helyszínére

A háború emblémájává vált a helikopter is. Már a koreai háború során bebizonyosodott, hogy mekkora előnyt nyújtanak a helikopterek ilyen nehéz terepen, aztán Vietnámban már létezni sem lehetett volna nélkülük. A legelterjedtebb típus az 1960-ban hadrendbe állított UH–1 Iroquois, becenevén a „Huey” volt, melyből a háború végéig több mint 1200 darabot lőttek le az NFF gerillák. A Hueyt eredetileg mentési és betegszállítási célokra kívánta alkalmazni az Amerikai Hadsereg, de hamar nyilvánvalóvá vált, hogy ha a helikopter alkalmas arra, hogy a nehéz terepről kimentse a sebesülteket, akkor alkalmas arra is, hogy a katonákat a bevetés helyszínére szállítsa. A helikopterek széles körű alkalmazása és a légimozgékonyságú (airmobile) katonai egységek felállítása, a harcoló csapatok korábban elképzelhetetlen mobilitásához vezettek. Hátránya az volt, hogy a helikopterek esetében rendkívül fontos a rendszeres karbantartás, ami a háborús területen legtöbbször nem volt biztosított. Az akadozó alkatrészellátás és az elmaradt javítások miatt a háborúban hadrendbe állított helikopterek közel fele műszaki hiba miatt szenvedett balesetet és semmisült meg.
A háború során szerzett tapasztalatok alapján fejlesztették ki az AH–1 Cobrát is. Kifejlesztéséhez az a felismerés vezetett, hogy a bevetésre induló katonákat szállító UH–1-esek teljesen védtelenek voltak leszállás közben. A Cobra 1967-es rendszerbe állításáig átalakított, nem irányított rakétákkal felszerelt Huey-k próbálták meg a leszállóövezetet előzetesen megtisztítani.
Teherszállításra elsődlegesen a CH–47 Chinook és a CH–54 Skycrane szolgált. Ezek a típusok harcjárműveket, páncélozott szállítójárműveket, teherautókat, ágyúkat, földmunkagépeket voltak képesek távoli, félreeső vidékekre szállítani. Ennek köszönhetően egy-egy tüzérségi támogatóbázis kiépítése rendkívül rövid időt vett igénybe.

## A vietnámi háború kulturális vonatkozásai

### A háború és az amerikai televízió
1960-ban az amerikai háztartások több mint 85%-ában volt TV készülék, ám ekkor a fő információforrásnak még a rádió és a nyomtatott sajtó bizonyult, mivel a helyi műsorszolgáltatók csak 1963-ban kezdték meg a napi rendszerességű híradók sugárzását. Idővel, az amerikai beavatkozás erősödése nyomán, mind több TV-társaság küldött tudósítókat a helyszínre. Az amerikai hadvezetés örült ennek a fejleménynek, mert úgy vélték, hogy az új média majd megismerteti a világgal az amerikai hadsereg erejét; ezért a televíziós stábok engedélyt kaptak arra, hogy a harcmezőre is kövessék a csapatokat.
A televízió a korábbi haditudósításokhoz képest teljesen más képet mutatott be. A kézikamerás felvételek és a hordozható hangrögzítő eszközök a közkatona nézőpontjából mutatták meg a háborút. A TV-ben látott haditudósítások alapja egy-egy katona, vagy egy kisebb csoport egyedi kis történetének bemutatása lett. Gyakran az is látható volt, hogy ki hogyan viseli a háború megpróbáltatásait.
Az egyik legelső riport, amely komoly felzúdulást okozott a Fehér Házban, az az 1965. augusztus 3-án, a CBS televízió esti híradójában sugárzott tudósítás volt, amelyben látható volt, ahogyan egy tengerészgyalogos egység porig rombol egy dél-vietnámi falut, mivel azt a Vietkong búvóhelyének vélték (a falu környékén korábban elszórt lövöldözés alakult ki). A faluban csak öregek és gyerekek voltak, így ez a tudósítás végül egészen más képet mutatott, mint a korábbiak. A riport központi alanyai most először nem az amerikai katonák voltak, hanem egy vietnámi falu lakosai. A tudósítás végén a riporter a következőképpen foglalta össze az eseményeket:
„(…) Vietnámban, mint bárhol másutt Ázsiában, a tulajdon, a ház jelent mindent. Az ember az ősei földjén él a családjával. A szülei a közelben vannak eltemetve. (…) Nem kétséges, hogy az amerikai tűzerő katonai győzelmet hozhat. De egy vietnámi földművesnek – akinek az otthon egy életen át tartó kimerítő munkát jelent – sokkal több kell elnöki ígéreteknél ahhoz, hogy meggyőzzük arról, hogy mi az ő oldalán állunk.”
A másik jól ismert eset az 1968-as Tết-offenzívához köthető, amikor Walter Cronkite, az amerikai részvétel egyik támogatója, az átfogó észak-vietnámi támadás után nem sokkal azt mondta: „ezt a háborút már nem lehet megnyerni”.
Sok háborúpárti konzervatív ma is úgy tartja, hogy a CBS tudósításai nagyban hozzájárultak ahhoz, hogy az Egyesült Államokban ennyire negatív megítélés alá került a konfliktus.
A vietnámi háború volt az első és egyben az egyetlen olyan amerikai háború, ahonnan az amerikai televíziók komolyabb korlátozás és cenzúra nélkül tudósíthattak.

### Filmművészet

#### Dokumentumfilmek
- Az Anderson szakasz (1967)
- Vietnam – The Ten Thousand Day War (1980) – tv-sorozat
- Vietnam: A Television History (1983) – tv-sorozat
- BBC Timewatch: The BBC in Vietnam (1995)
- BBC Timewatch: Uncle Ho and Uncle Sam (1995)
- Út a pokolba – a vietnámi háború (The Vietnam War: A Descent Into Hell) (1999) – tv-sorozat
- A vietnámi hadszíntér (Battlefront Vietnam) (2001) – tv-sorozat
- A vietnámi háború (Vietnam Combat) (2002) – tv-sorozat
- A háború ködében (2003)
- National Geographic: A vietnámi háború – képek a túloldalról (2004)
- A vietnámi háború belülről (Inside the Vietnam War) (2008)
- Helikopter-háborúk (2009) (dokumentumfilm-sorozat) – A három részes sorozat harmadik, Vietnámi tűzharc című része foglalkozik a helikopterek háború alatti szerepével.
- Vietnam in HD (2011)
- A vietnámi háború az előzményektől a következményekig (The Vietnam War) (2014) – Három részes tv-sorozat

#### Játékfilmek
Számos, többnyire amerikai játékfilm készült az évek során, amely valamilyen módon foglalkozik a vietnámi háborúval. A legelső, a háború derekán, 1968-ban került a mozikba John Wayne főszereplésével. A zöldsapkások című film régimódi stílusban készült, és leginkább egy régi világháborús mozira hasonlított. A szemléletváltásra gyakorlatilag egy évtizedet kellett várni, akkor mutatták be ugyanis a Szarvasvadász és az Apokalipszis most című filmeket. Szinte az összes népszerű hollywoodi rendező – többek között Brian De Palma, Francis Ford Coppola, Stanley Kubrick, Oliver Stone és Barry Levinson is – elkészítette saját filmjét a háborúról. Sokan még a Ponyvaregényt is Vietnám metaforájaként elemzik.
| - A csendes amerikai (1958) - A zöldsapkások (1968) - Eper és vér (1970) - A látogatók (1972) - Taxisofőr (1975) - A szarvasvadász (1978) - Hazatérés (1978) - Vidd hírül a spártaiaknak! (1978) - Apokalipszis most (1979) - Hair (1979) - Rambo (1982) - Ejtőernyősök (1983) - Különleges küldetés (1983) - Bíborszív (1984) - Madárka (1984) | - Ütközetben eltűnt (1984) - Rambo II. (1985) - Ütközetben eltűnt 2. – A kezdet (1985) - Szökés a pokolból (1986) - A szakasz (1986) - A fájdalom kövei (1987) - Hamburger Hill (1987) - Acéllövedék (1987) - Jó reggelt, Vietnam! (1987) - BAT 21 (1988) - Szakaszvezető (1988) - Saigon – Tiltott zóna (1988) - Ütközetben eltűnt 3. (1988) - Született július 4-én (1989) - A háború áldozatai (1989) | - A Glória támaszpont ostroma (1989) - Jákob lajtorjája (1990) - Intruderek támadása (1991) - Ég és föld (1993) - Forrest Gump (1994) - A háború csapdájában (1995) - Dögcédulások (1995) - Dumbo hadművelet (1995) - Tigrisek földjén (2000) - Zöld sárkány (2001) - Katonák voltunk (2002) - A csendes amerikai (2002) - Háború a háborúról (2002) - A veterán: kísért a múlt (2006) - Hajnali mentőakció (2006) |

#### Televízió
- Tour of duty (1987–1989) (sorozat)
- Magnum, P.I. (1980–1988) (sorozat) – Bár a sorozat nem közvetlenül a vietnámi háborúról szól, mind a négy főszereplő karakter megjárta Vietnámot. Gyakoriak a háborús jelenetek és visszaemlékezések is, sok résznek központi témája Vietnám. A sorozat egyúttal az első kísérlet volt arra, hogy szakítson azzal a gyakorlattal, mely a Vietnámot megjárt katonákat lezüllött, visszailleszkedésre képtelen "emberi roncsok"-ként jelenítette meg. A fő karakterek bár küzdenek a háború okozta lelki sérülésekkel, megtalálták a helyüket a civil társadalomban is.
- A szupercsapat (1983–1987) (sorozat) – Ugyan a cselekmény nem Vietnámban és nem a vietnámi háború idején játszódik, de a főhősök mind háborús veteránok. Gyakoriak a visszaemlékezések, a beszélgetések közbeni utalások, sőt az egyik epizód során visszatérnek a háború utáni Vietnámba.

### Zene
Már az 1960-as évek első felében, az amerikai beavatkozás kiszélesedésének kezdetétől, számos amerikai pop- és rockzenész fogalmazott meg burkolt vagy nyílt kritikát a vietnámi konfliktussal kapcsolatban. Szinte megszámlálhatatlan dalt ihletett ez a háború is a hatvanas, hetvenes években. A megszületett szerzemények többsége úgynevezett „protest song”, azaz tiltakozó dal volt. A könnyűzenei élet ezzel kapcsolatos csúcspontját az 1969-es Woodstocki fesztivál jelentette, ahol már az első nap kemény szavak hangzottak el. Ekkor adta elő Country Joe McDonald az 1965-ben írt „I Feel Like I'm Fixin' To Die Rag” című, ironikus hangvételű számát, amelynek utolsó versszaka magyarul körülbelül így hangzik:
„Nos, gyerünk anyák szerte az országban,
Küldjétek a fiaitokat Vietnámba.
Gyerünk apák, ne késlekedjetek,
Küldjétek őket mielőtt túl késő.
Legyetek ti az elsők a környéken
Akiknek a fia egy dobozban jön haza.”
1968-ban mutatták be a Broadwayn a háborúról és a hippikről szóló Hair című musicalt.
Bár Magyarországon az 1968-as nyugati tiltakozási hullámhoz hasonló méretű ifjúsági mozgalmi szervezkedés vagy tüntetés nem volt, de számos magyar beat zenész is jelentkezhetett ún. pol-beat dalokkal, amelyeket még a televízió nyilvánossága előtt is előadhatott. Ezeket a dalokat természetesen előzetes szűrés és erős központi kontroll alapján engedte a politikai vezetés a nyilvánosság elé. Jelentősebb előadók voltak az Atlas együttes, a Gerilla együttes vagy Oroszi Péter.

#### További szépirodalmi művek a háborúról
- Tim O’Brien: If I Die in a Combat Zone (1973)
- Tim O’Brien: The Things They Carried (1990)
- Tim O’Brien: In the Lake of the Woods (1994)
- James Webb: Fields of Fire (1978)
- John M. Del Vecchio: The 13th Valley (1982)
- Robert Mason: Chickenhawk (1983)
- Bao Ninh: The Sorrow of War (1993)
- Tobias Wolff: In Pharaoh’s Army (1994)
- Karl Marlantes: Matterhorn (2010)

### Számítógépes játékok
| - Battlefield Bad Company 2: Vietnam (2010) - Call of Duty: Black Ops (2010) - The Hell in Vietnam (2007) - Operation: Vietnam (2007) - Whirlwind Over Vietnam (2007) - Vietnam War: Ho Chi Minh Trail (2006) - Vietcong 2 (2005) - Elite Warriors: Vietnam (2005) - Marine Heavy Gunner: Vietnam (2004) - Men of Valor (2004) - ShellShock: Nam '67 (2004) | - Vietnam Carrier Ops (2004) - War Over Vietnam (2004) - Wings Over Vietnam (2004) - Conflict: Vietnam (2004) - Battlefield Vietnam (2004) - Vietnam: Ho Chi Minh Trail (2004) - Vietcong (2003) - Line of Sight: Vietnam (2003) - Tour of Duty (2002) - Rising Storm 2: Vietnam (2017) | - Search & Rescue: Vietnam MED+EVAC (2002) - Vietnam Air War (2002) - Vietnam Med Evac (2002) - Platoon (2002) - Squad Battles: Vietnam (2001) - Vietnam 2: Special Assignment (2001) - Vietnam: Black Ops (2000) - Conflict in Vietnam (1986) - Eve of Destruction (2003-) (Battlefield/Battlefield 2 mod) |

## Utóhatás

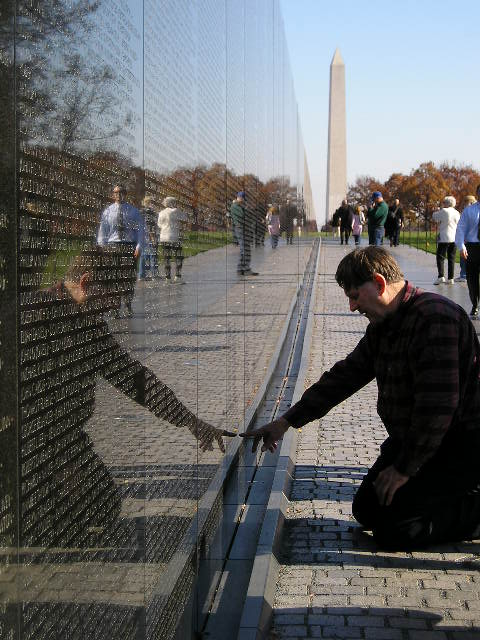
A Vietnam Memorial emlékmű fekete márványfala Washingtonban. Évente több millióan látogatják

### Vietnámban
1976. július 2-án Észak- és Dél-Vietnám egyesítésével létrejött a Vietnámi Szocialista Köztársaság. Saigont átnevezték Ho Si Minh-városra, így fejezve ki tiszteletüket az egykori észak-vietnámi elnök iránt. De az ország egyesítése után nem köszöntött béke a vietnámiakra. A vietnámi hadsereg már az 1960-as évek közepétől harcolt Laoszban a laoszi királyi hadsereg csapatai ellen, mígnem 1975-ben a kommunista Pathet Laót juttatták hatalomra. 1978-ban a kambodzsai vörös khmerek határ menti támadásaira válaszolva, Vietnám bevonult Kambodzsába, ahol ironikus módon 1979-ben ők vetettek véget a milliós nagyságrendű áldozatot követelő kommunista khmer rémuralomnak. A bevonulás miatt 1979 februárjában egy hónapig tartó, de annál véresebb konfliktus alakult ki Kínával is, amikor az betört Vietnám északi részére (végül Kína visszavonta csapatait). A vietnámi csapatok egészen az 1980-as évek végéig Kambodzsában maradtak, ahol véres gerillaharcot vívtak a thai határ környékére visszaszorult vörös khmerekkel. A megszállás miatt Vietnám nemzetközileg elszigetelődött.
Az USA Észak-Vietnám ellen kereskedelmi embargót rendelt el 1964-ben, amit az ország egyesítése után is érvényben hagyott egészen 1994. február 4-éig.

### Az Egyesült Államokban
A háború következménye volt az Amerikai Egyesült Államokban, hogy 1973-ban eltörölték a sorkötelezettséget.
Amerika háborúval kapcsolatos közvetlen költségeit 140 és 180 milliárd dollár közé teszik. Összehasonlításképpen: az embert a Holdra juttató Apollo-program összköltsége körülbelül 20 milliárd dollárt tett ki.
1979. április 27-én néhány veterán megalakította a Vietnam Veterans Memorial Fund nonprofit alapítványt. Az alapítvány célja az volt, hogy az „elismerés kézzelfogható szimbólumát” hozza létre a vietnámi veteránok számára. A tervbe vett emlékmű létrehozása támogatást kapott a Szenátusban is, és hamarosan Washington kijelölt egy erre a célra felhasználható területet. Magánszemélyek, cégek és veterán csoportok adományaiból 8 millió dollár gyűlt össze. Az emlékművet – amely egy, az összes amerikai áldozat nevét tartalmazó márványfalat, és egy szobrot foglal magába (később kiegészült a háború során elesett nőknek emléket állító szoborral) – végül 1982 novemberében avatták fel.
Az amerikai Védelmi Minisztérium Hadifogoly és Eltűnt Személyek Hivatala 2007. november 6-án adta hírül, hogy egy, a vietnámi háborúban eltűnt katona földi maradványait sikerült azonosítani.

### Világpolitikai hatások
Az 1950-es és 1960-as években a nyugati hatalmakat az egyre terjedő kommunista terjeszkedés aggasztotta, ám 1975-re jelentős változások következtek be Ázsia politikai életében. Világossá vált, hogy nem létezik egységes kommunista tömb. Kína és a Szovjetunió között komoly vélemény- és érdekkülönbségek alakultak ki. Ez tette lehetővé azt, hogy 1972-ben Nixon elnök történelmi jelentőségű látogatást tett a Kínai Népköztársaságban, ami 15–20 évvel korábban elképzelhetetlen volt.
A NATO kezdetben támogatta az USA kommunista ellenes törekvéseit Délkelet-Ázsiában (ez a támogatás legfőképp azonban a koreai háborúban mutatkozott meg), de amikor 1965-ben partra szálltak az első harcoló amerikai alakulatok, európai szövetségesei úgy vélték, ezzel a vietnámi konfliktus egy amerikai háború lett. 1967-re az USA legtöbb NATO-beli szövetségese határozottan elutasította az amerikai részvételt, és a békés rendezést sürgették. A európai államok többek között attól féltek, hogy az USA hadi kapacitásának túl nagy részét köti le Vietnám, így Európa védtelen marad.
1968-ban forradalmi hangulat söpört végig a világon, és ebben nagy szerepe volt a vietnámi háborúnak is. Különböző okokból forrongott a kritikusan gondolkodó ifjúság szerte a világon, az Egyesült Államoktól kezdve Nyugat- és Kelet-Európán át egészen Japánig, ám összekötötte őket a változtatási szándék.
A második világháború után függetlenné vált ázsiai államok többsége időközben politikailag és gazdaságilag is megerősödött és beilleszkedett a kapitalista világrendbe, így nem voltak többé könnyen feldönthető „dominók”.

### Magyarul
- Feith László: A legyőzhetetlenség mítoszának vége, Magyar Honvéd, 2005/18. szám
- Dr. Toperczer István – Dr. Buza Zoltán: Légi háború Vietnámban 1964–1975, Haditechnika, 1995, 2–4. o.
- Kékesdi Gyula: Tavasz a Selyem utcában, Kossuth Könyvkiadó, 1977, ISBN 963-09-0838-7
- Máté György: Az ösvény Zrínyi Katonai Kiadó, Budapest, 1987, ISBN 963-326-977-6
- Vo Nguyen Giap: A népi háborúról, Zrínyi Katonai Kiadó, Budapest, 1976, ISBN 963-326-030-2
- Bögös László, Vajda Péter: Dzsungelháborútól győzelemig, Zrínyi Katonai Kiadó, Budapest, 1975, ISBN 963-326-015-9
- Wilfred Burchett: Dzsungelháború Dél-Vietnamban, Kossuth Könyvkiadó, Budapest, 1965
- Wilfred Burchett: Titkos háború, Kossuth Könyvkiadó, Budapest, 1963
- Győri Sándor, Szarvas Péter: Harcok és győzelem Vietnamban, Kossuth Könyvkiadó, Budapest, 1977, ISBN 963-09-0907-3
- Magyarország és a vietnámi háború, 1956–1975
- Thinkquest.org: Vietnámi háború (magyar és angol nyelven is)
- A vietnámi háború – SZTE Egyetemi Könyvtár Hadtörténeti Gyűjtemény
- Halva született a vietnámi béke – Index.hu
- Vietkongok és veteránok – A vietnámi háború az amerikai filmben 1. – Filmtett
- Welcome to the Jungle – A vietnámi háború az amerikai filmben 2. – Filmtett
- Hollywoodtól Saigonig – A vietnámi háború az amerikai filmben 3. – Filmtett

### Angolul
- vietnam-war.info
- The War in Vietnam 1954–1964, 1965–1968, 1968, 1969–1973 – Southern Methodist University
- Vietnam Veterans Home Page Vietnámi veteránok lapja

### Képgalériák
- Vietnam, 35 years later – boston.com, Bigpicture
- Captured: A Look Back at the Vietnam War on the 35th Anniversary of the Fall of Saigon – blogs.denverpost.com
- A BBC magyar kiadásának képgalériája
- www.vietnampix.com Fotógyűjtemény a vietnámi háborúról.
- Így lett teljes Amerika szégyene Index.hu